# Seznam světových spisovatelů
Seznam světových spisovatelů obsahuje spisovatele z celého světa od počátku písemnictví až do současnosti. Kritériem pro uvedení spisovatele v seznamu je jeho významnost podle hledisek Wikipedie.

## A
- Pierre Abélard (1079–1142), francouzský teolog, filozof a básník
- Fjodor Alexandrovič Abramov (1920–1983), ruský prozaik a literární vědec
- Douglas Adams (1952–2001), anglický spisovatel, dramatik humoristických rozhlasových pořadů a hudebník
- Joseph Addison (1672–1719), anglický novinář, básník, dramatik
- Friedrich Adler (1857–1938), židovský básník a dramatik, spjatý s Prahou
- Hans Günther Adler (1910–1988), prozaik, lyrik a esejista, původem z Prahy
- Endre Ady (1877–1919), maďarský básník
- Aelfric (asi 950 – asi 1010), staroanglický prozaik
- Šmu'el Josef Agnon (1888–1970), hebrejský spisovatel
- Juhani Aho (1861–1921), finský prozaik
- Anna Achmatovová (1889–1966), ruská básnířka a překladatelka
- Aischylos (525–456 př. n. l.), řecký dramatik
- Čingiz Ajtmatov (* 1928), kyrgyzský prozaik a dramatik
- Jānis Akuraters (1896–1937), lotyšský spisovatel
- Rjúnosuke Akutagawa (1892–1927), japonský prozaik
- Edward Franklin Albee (* 1928), americký dramatik
- Rafael Alberti (1902–1999), španělský básník a dramatik
- Louisa May Alcott (1832–1888), americká spisovatelka
- Vicente Aleixandre (1898–1984), španělský básník
- Vittorio Alfieri (1749–1803), italský dramatik a básník
- Woody Allen (* 1935),  americký filmový režisér, scenárista, spisovatel a dramatik
- Jorge Amado (1912–2001), brazilský prozaik a publicista
- Kingsley Amis (1922–1995), anglický spisovatel a básní

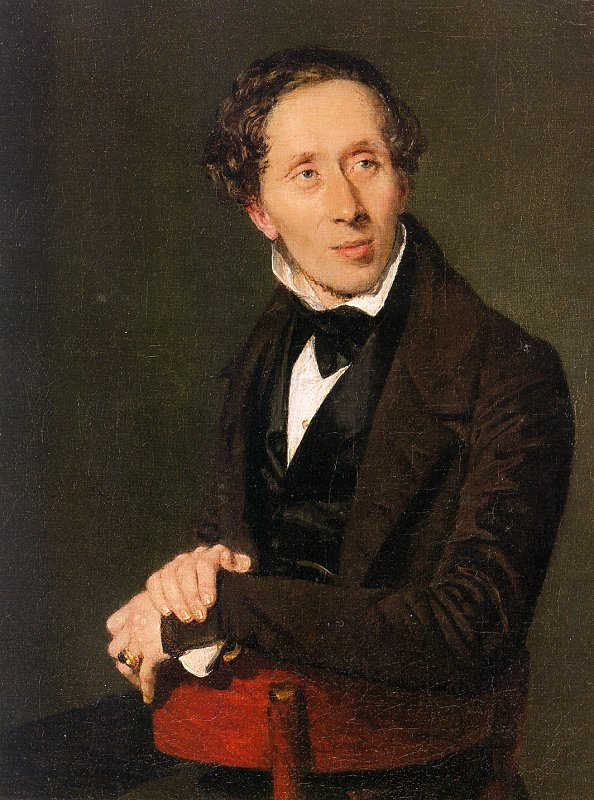
Hans Christian Andersen

- Hans Christian AndersenHans Christian Andersen (1805–1875), dánský spisovatel
- Leonid Nikolajevič Andrejev (1871–1919), ruský prozaik, dramatik, symbolista, průkopník expresionismu
- Daniil Leonidovič Andrejev (1906–1955), ruský prozaik, básník, autor nábožensko-mystické literatury
- Ivo Andrić (1892–1975), srbský spisovatel
- Jerzy Andrzejewski (1909–1983), polský prozaik, scenárista a publicista
- Jean Anouilh (1910–1987), francouzský dramatik a režisér
- Guillaume Apollinaire (1880–1918), francouzský básník, prozaik, kritik a dramatik
- Louis Aragon (1897–1982), francouzský básník, prozaik a esejista
- János Arany (1817–1882), maďarský básník
- Ludovico Ariosto (1474–1533), italský básník a dramatik
- Aristofanes (446–386 př. n. l.), řecký dramatik
- Miguel Ángel Asturias (1899–1974), guatemalský spisovatel
- Richard Armstrong (1903–1986), anglický spisovatel
- David Auburn (* 1969), americký dramatik, scenárista a divadelní režisér
- Jane Austenová (1775–1817), anglická spisovatelka
- Aluisio Azevedo (1857–1913), brazilský spisovatel

## B
- Isaak Babel (1894–1940), ruský spisovatel a dramatik
- Richard David Bach (* 1936), americký spisovatel
- James Arthur Baldwin (1924–1987), americký spisovatel, dramatik a esejista
- James Graham Ballard (1930–2009), britský spisovatel sci-fi
- Konstantin Dmitrijevič Balmont (1867–1942), ruský básník

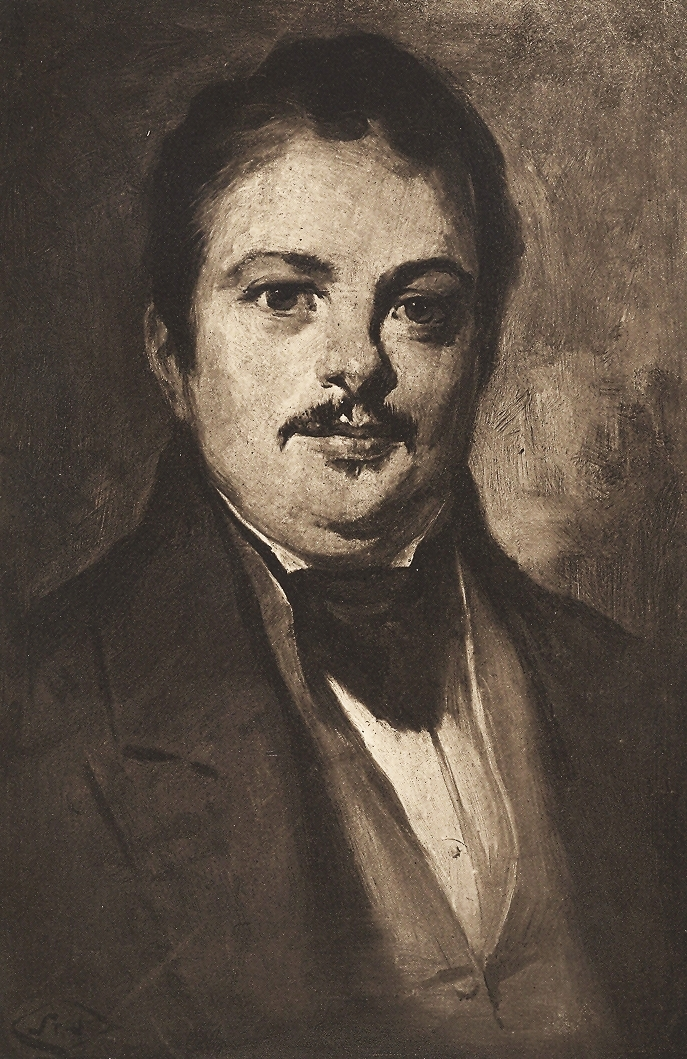
Honoré de Balzac

- Honoré de BalzacHonoré de Balzac (1799–1850), francouzský spisovatel
- Herman Bang (1857–1912), dánský spisovatel
- Iain Banks (1954–2013), britský prozaik
- Ivan Baran (* 1996) chorvatský spisovatel
- Dave Barry (* 1947), americký humorista
- John Simmons Barth (* 1930), americký spisovatel
- Henri Barbusse (1873–1935), francouzský prozaik, žurnalista a esejista
- Maurice Barres (1862–1923), francouzský prozaik, esejista a publicista
- Donald Barthelme (1931–1989), americký romanopisec
- Georges Bataille (1897–1962), francouzský myslistel, spisovatel a esejista
- Michel Bataille (1926–2008), francouzský spisovatel
- Charles Pierre Baudelaire (1821–1867), francouzský básník
- Pierre-Augustin Caron de Beaumarchais (1732–1799), francouzský dramatik
- Simone de Beauvoir (1908–1986), francouzská spisovatelka a esejistka
- Els Beerten (* 1959), vlámská spisovatelka literatury pro mládež
- Samuel Beckett (1906–1989), irský dramatik a prozaik
- Alfonz Bednár (1914–1989), slovenský spisovatel
- Harriet Beecher-Stowe (1811–1896), americká spisovatelka
- Milan Begović (1876–1948), chorvatský spisovatel
- Johannes Robert Becher (1891–1958), německý spisovatel, lyrik, prozaik a dramatik
- Saul Bellow (1915–2005), židovský spisovatel
- Andrej Bělyj (1880–1934), ruský spisovatel a literární teoretik
- Jacinto Benavente (1866–1954), španělský dramatik
- Mario Benedetti (* 1920), uruguayský spisovatel
- Pierre-Jean de Béranger (1780–1857), francouzský básník a písničkář
- Thomas Bernhard (1931–1989), rakouský spisovatel
- Anton Bernolák (1762–1813), slovenský osvícenský spisovatel
- John Berryman (1914–1972), americký básník
- Ambrose Bierce (1842–1914),  americký povídkář, esejista a novinář
- Bjornstjerne Bjornson (1832–1910), norský spisovatel
- Alexandr Alexandrovič Blok (1880–1921), ruský básník
- Robert Bloomfield (1766–1823), anglický básník

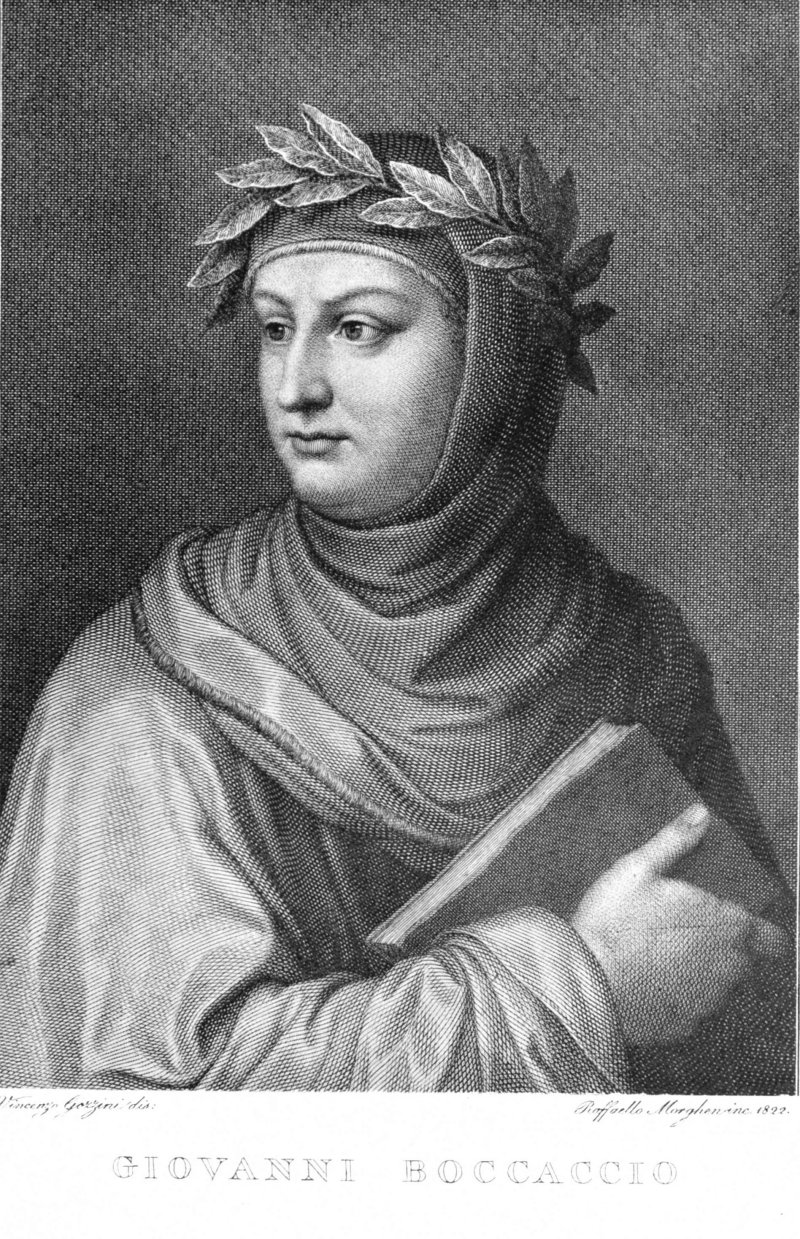
Giovanni Boccaccio

- Giovanni BoccaccioGiovanni Boccaccio (1313–1375), italský spisovatel
- Jorge Luis Borges (1899–1986), argentinský spisovatel
- Christo Botev (1848–1876), bulharský revolucionář, básník a publicista
- Ján Botto (1829–1881), slovenský básník
- Benjamin William Bova (* 1932), science fiction
- Pierre Boulle (1912–1994), francouzský prozaik
- William Lisle Bowles (1762–1850), anglický básník a kritik
- Ray Bradbury (1920–2012), americký spisovatel sci-fi
- John Braine (1922–1986), anglický prozaik
- Richard Gary Brautigan (1935–1984), americký básník a romanopisec
- Bertold Brecht (1898–1956), německý spisovatel, básník a prozaik
- André Breton (1896–1966), francouzský básník, prozaik a esejista
- Tadeusz Breza (1905–1970), polský spisovatel
- Valerij Jokovlevič Brjusov (1873–1924), ruský spisovatel, básník, prozaik a dramatik
- Max Brod (1884–1968), německý spisovatel
- Josif Alexandrovič Brodskij (1940–1996), ruský básník
- Louis Bromfield (1896–1956), americký spisovatel
- Anne Brontëová (1820–1849), anglická spisovatelka
- Emily Brontëová (1818–1848), britská spisovatelka
- Charlotte Brontëová (1816–1855), anglická spisovatelka
- Terry Brooks (* 1944), americký spisovatel
- Hester Burtonová (1913–2000),  anglická prozaička, autorka historických románů pro mládež
- Dan Brown (* 1964), americký spisovatel
- Robert Browning (1812–1889), anglický básník a dramatik
- Pearl S. Bucková (1892–1973), americká spisovatelka
- Charles Bukowski (1920–1994), americký básník a spisovatel
- Michail Afanasjevič Bulgakov (1891–1940), ruský prozaik a dramatik
- Ivan Bunin (1870–1953), ruský romanopisec a básník
- Luis Buňuel (1900–1983), španělský režisér, scenárista a spisovatel
- Frances Hodgson Burnettová (1849–1924), anglo-americká prozaička a dramatička
- Robert Burns (1759–1796), skotský básník
- Edgar Rice Burroughs (1875–1950), americký spisovatel, tvůrce Tarzana
- William Seward Burroughs (1914–1997), americký spisovatel
- Michel Butor (* 1926), francouzský prozaik, básník a literární teoretik
- George Gordon Byron (1788–1824), anglický básník

## C
- Meg Cabot (* 1967), americká spisovatelka

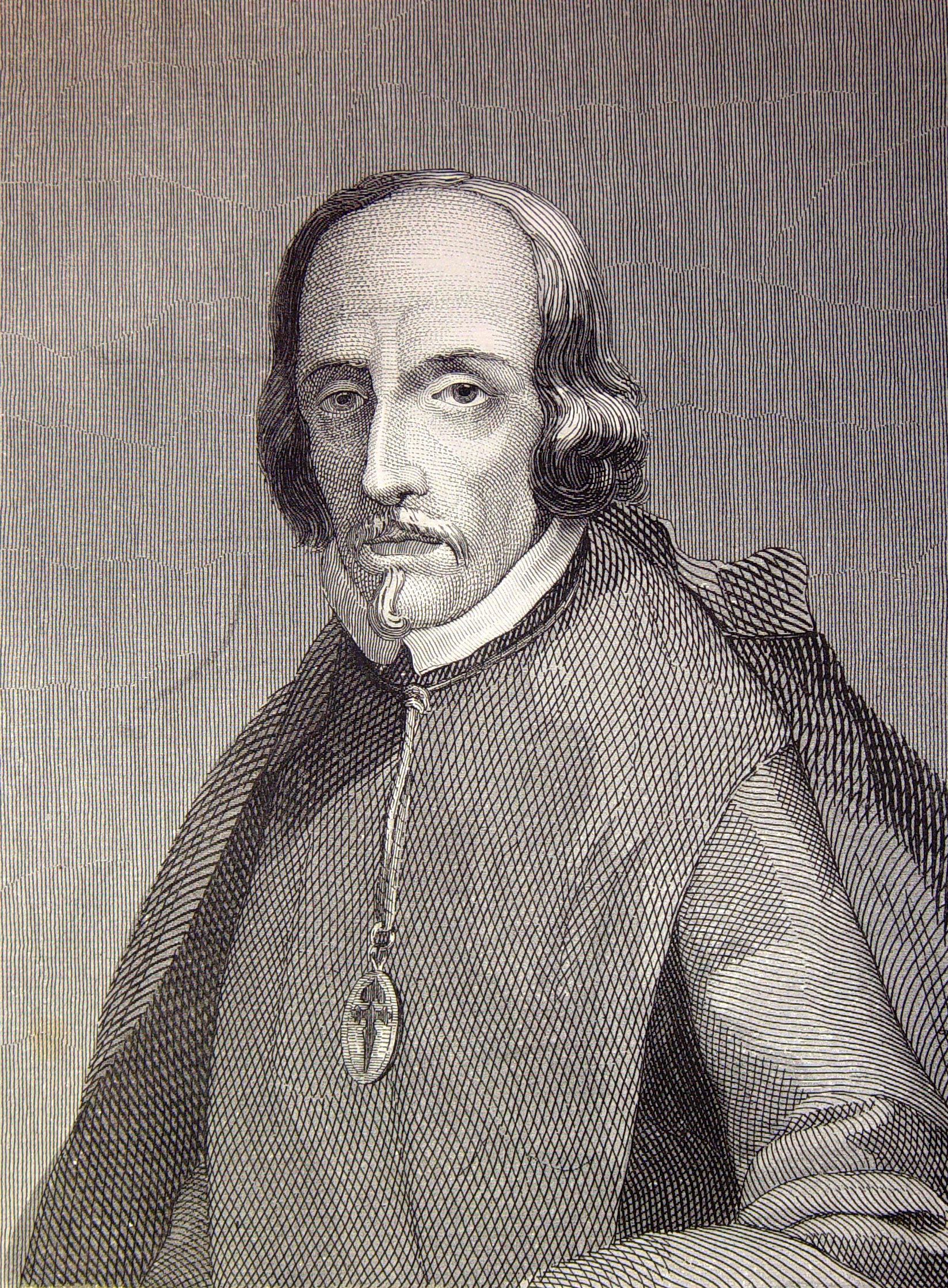
Calderón de la Barca

- Calderón de la BarcaCalderón de la Barca (1600–1681), španělský dramatik
- Erskine Caldwell (1903–1987), americký prozaik a publicista
- Luis de Camoes (1531–1580), portugalský básník
- John Wood Campbell ml. (1910–1971), americký spisovatel
- Joseph Campbell (1904–1987), americký spisovatel
- Albert Camus (1913–1960), francouzský spisovatel a publicista
- Elias Canetti (1905–1994), rakouský spisovatel
- Ivan Cankar (1876–1918), slovinský spisovatel
- Truman Capote (1924–1984), americký spisovatel, herec a novinář
- Ion Luca Caragiale (1852–1912), rumunský spisovatel, dramatik, prozaik a publicista
- Orson Scott Card (* 1951), americký spisovatel science fiction
- Giosue Carducci (1835–1907), italský básník
- Dale Carnegie (1888–1955), americký spisovatel
- Lewis Carroll (1832–1898), anglický spisovatel, matematik, logik, učenec, anglikánský diakon a fotograf
- Giacomo Girolamo Casanova (1725–1798), italský spisovatel, kněz a velký svůdník žen
- Willa Cather (1873–1947), americká spisovatelka, básnířka a kritička
- Gaius Valerius Catullus (84–54 př. n. l.), římský básník
- Camilo José Cela (1916–2002), španělský spisovatel
- Miguel de Cervantes y Saavedra (1547–1616), španělský spisovatel
- Aimé Césaire (1913–2008), básník a dramatik z ostrova Martinique
- Tom Clancy (1947–2013), americký spisovatel
- Arthur C. Clarke (1917–2008), britský autor sci-fi literatury
- Simon Clarke (* 1958), britský spisovatel sci-fi literatury
- Stephen Clarke (1958), britský spisovatel a novinář
- Paul Claudel (1868–1955), francouzský básník a dramatik
- James Clavell (1924–1994), anglický a australský spisovatel, scenárista, filmový producent a režisér
- John Cleland (1709–1789), anglický spisovatel
- Paulo Coelho (* 1947), brazilský spisovatel
- John Maxwell Coetzee (* 1940), jihoafrický spisovatel
- Samuel Taylor Coleridge (1772–1834), anglický básník
- Allan Cole (* 1943), americký spisovatel a scenárista
- Jackie Collins (* 1937), americká spisovatelka
- Joseph Conrad (1857–1924), anglický prozaik
- James Fenimore Cooper (1789–1851), americký spisovatel
- Pierre Corneille (1606–1684), francouzský dramatik a básník
- Bernard Cornwell (* 1944), britský romanopisec
- Gregory Nunzio Corso (1930–2001), americký básník
- Albert Cossery (1913 -2008), egyptský spisovatel narozený ve Francii, publikoval pouze ve francouzštině
- Louis Marie Anne Couperus (1863–1923), nizozemský prozaik a básník
- Stephen Crane (1871–1900), americký romanopisec, povídkář, básník a novinář
- Miloš Crnjanski (1893–1977), srbský spisovatel
- Archibald Joseph Cronin (1896–1981), skotský prozaik
- E. E. Cummings (1894–1962), americký básník, malíř, dramatik a autor divadelních her
- Michael Cunningham (* 1952), americký romanopisec
- James Oliver Curwood (1878–1927), americký prozaik, žurnalista a cestovatel
- Marina Ivanovna Cvetajevová (1892–1941), ruská básnířka

## Č

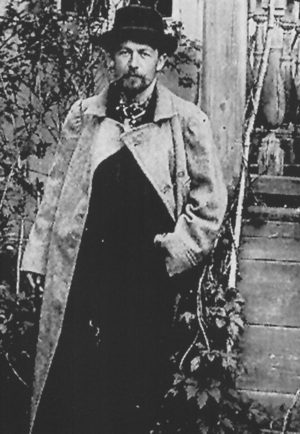
Anton Pavlovič Čechov

- Anton Pavlovič ČechovAnton Pavlovič Čechov (1860–1904), ruský dramatik a prozaik
- Nikolaj Gavrilovič Černyševskij (1828–1889), ruský spisovatel, filosof-utopista, revolucionář, literární kritik a publicista
- Dobrica Čosič (* 1921), srbský spisovatel a politik

## D
- Gabriele D'Annunzio (1863–1938), italský spisovatel
- Erich von Daniken (* 1935), švýcarský spisovatel sci-fi
- Dante Alighieri (1265–1321), italský básník
- Rubén Darío (1867–1916), nikaragujský básník
- Oskar Davičo (1909–1989), srbský spisovatel
- Edmondo De Amicis (1846–1908), italský spisovatel

- Jeffery Deaver (* 1950), americký spisovatel
- Charles de Coster (1827–1879), belgický prozaik
- Daniel Defoe (1660–1731), anglický spisovatel a novinář
- Grazia Deleddaová (1875–1936), italská spisovatelka
- Gavrila Romanovič Děržavin (1743–1816), ruský básník
- Mohammed Dib (1920-2003), alžírský spisovatel
- Charles Dibdin (1745–1814), anglický básník, spisovatel, dramatik, hudebník a autor písní
- Philip Kindred Dick (1928–1982), americký spisovatel
- Charles Dickens (1812–1870), anglický spisovatel
- Emily Dickinsonová (1830–1886), americká básnířka
- Denis Diderot (1713–1784), francouzský spisovatel a filozof
- Edgar Lawrence Doctorow (* 1931), americký romanopisec
- John Dos Passos (1896–1970), americký prozaik, dramatik, esejista a reportér
- Fjodor Michajlovič Dostojevskij (1821–1881), ruský spisovatel
- Arthur Conan Doyle (1859–1930), britský spisovatel
- Theodore Dreiser (1871–1945), americký prozaik a novinář
- Marin Držič (1508–1567), chorvatský dramatik a básník
- Jovan Dučič (1871–1943), srbský básník
- Georges Duhamel (1884–1966), francouzský romanopisec, dramatik, esejista a básník
- Alexandre Dumas ml. (1824–1895), francouzský prozaik a dramatik
- Alexandre Dumas st. (1802–1870), francouzský prozaik a dramatik
- Gerald Durrell (1925–1995), britský spisovatel, humorista, zoolog a popularizátor ochrany přírody
- Friedrich Dürrenmatt (1921–1990), švýcarský dramatik a prozaik

## E
- Marie von Ebner-Eschenbachová (1830–1916), rakouská spisovatelka

- Umberto Eco (1932–2016), italský spisovatel a filosof
- José Echegaray (1832–1916), španělský dramatik

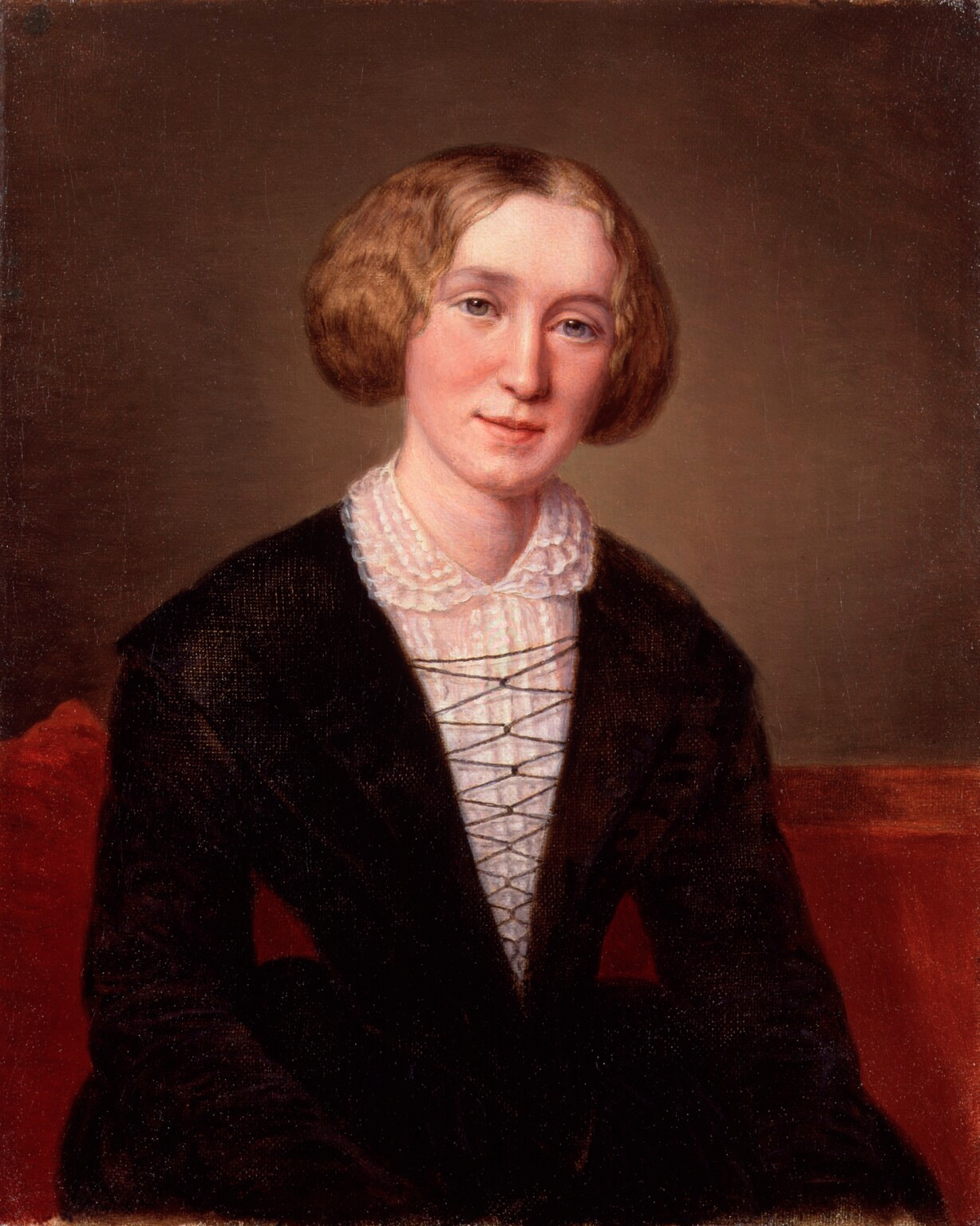
George Eliot

- George EliotGeorge Eliot (1819–1880), anglická spisovatelka
- Thomas Stearns Eliot (1888–1965), anglický básník a dramatik
- Paul Eluard (1895–1952), francouzský básník
- Odysseas Elytis (1911–1996), řecký básník
- Ralph Waldo Emerson (1803–1882), americký unitářský duchovní, esejista, básník a filosof
- Mihai Eminescu (1850–1889), rumunský spisovatel, básník a prozaik
- Šúsaku Endó (1923–1996), japonský prozaik
- Hans Magnus Enzensberger (* 1929), německý spisovatel
- Jeffrey Eugenides (* 1960), americký romanopisec
- Ilja Grigorjevič Erenburg (1891–1967), ruský prozaik, básník a publicista
- Eurípidés (480–406 př. n. l.), starořecký dramatik
- Antoine de Saint Exupéry (1900–1944), francouzský prozaik, publicista a letec

## F
- Alexandr Alexandrovič Fadějev (1901–1956), ruský prozaik a publicista
- Ahmed Faiz (1911–1984), pákistánský básník

- Hans Fallada (1893–1947), německý spisovatel
- William Faulkner (1897–1962), americký prozaik a básník
- Konstantin Alexandrovič Fedin (1892–1977), ruský prozaik
- Lawrence Ferlinghetti (* 1919), americký básník a překladatel

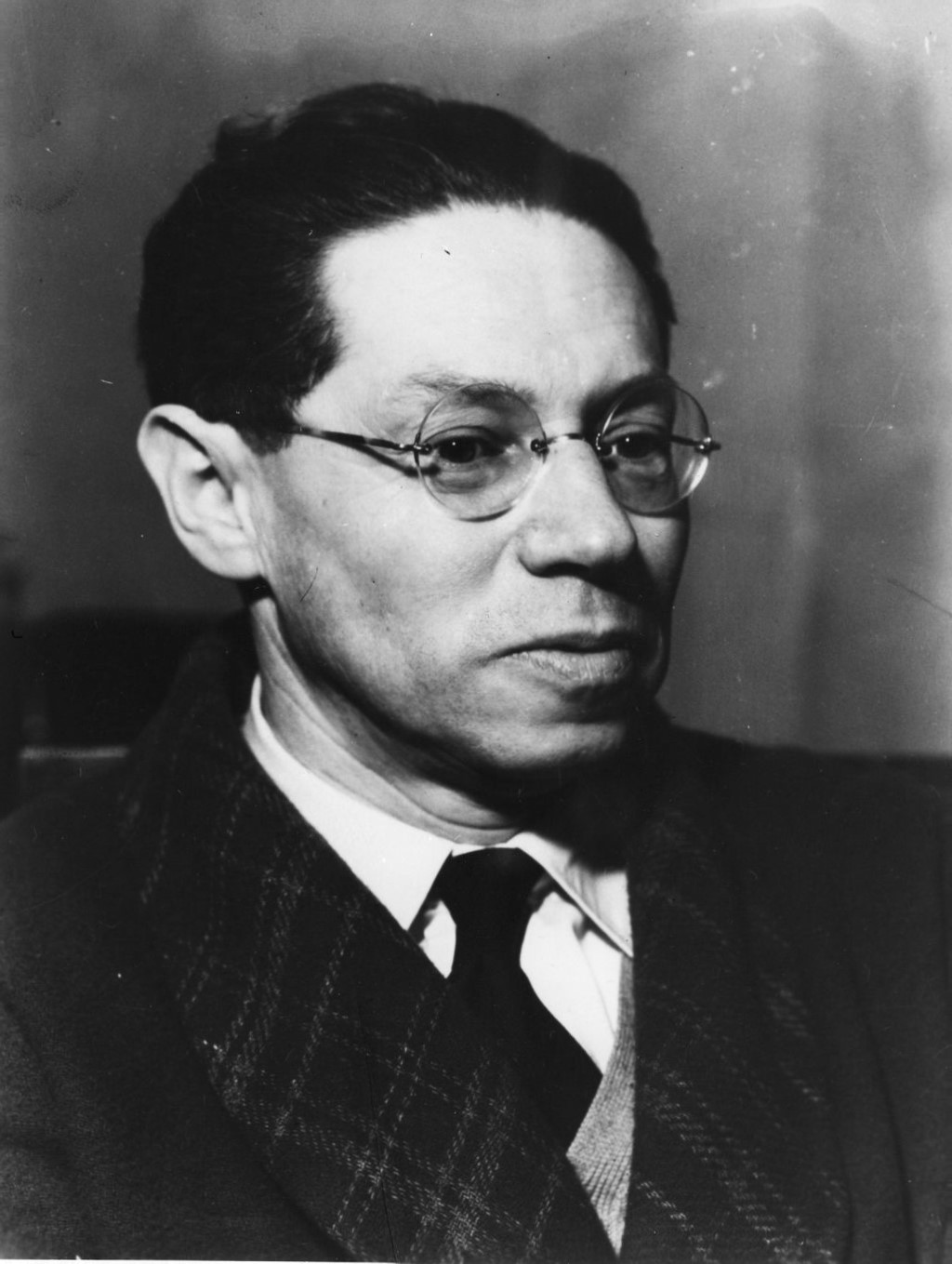
Lion Feuchtwanger

- Lion FeuchtwangerLion Feuchtwanger (1884–1958), německý spisovatel, romanopisec a dramatik
- Georges Feydeau (1862–1921), francouzský dramatik
- Helen Fielding (* 1958), britská spisovatelka
- Henry Fielding (1707–1754), anglický spisovatel, prozaik a dramatik
- Joy Fieldingová (* 1945), kanadská spisovatelka
- Claus Cornelius Fischer (* 1951), německý spisovatel, překladatel a scenárista
- Rudolf Fischer (1901–1957), německý spisovatel
- Francis Scott Fitzgerald (1896–1940), americký spisovatel
- John Flanagan (* 1944), australský spisovatel
- Gustave Flaubert (1821–1880), francouzský prozaik
- Ian Fleming (1908–1964), námořní důstojník, novinář, bankovní úředník
- Edward Morgan Forster (1879–1970), anglický prozaik, esejista a literární kritik
- Ugo Foscolo (1778–1827), italský spisovatel
- John Fowles (* 1926), anglický prozaik
- Anatole France (1844–1924), francouzský básník, prozaik a literární kritik
- Dick Francis (1920–2010), britský autor detektivek z prostředí dostihů
- Benjamin Franklin (1706–1790), americký státník, diplomat, vydavatel, přírodovědec a spisovatel
- Ivan Franko (1856–1916), ukrajinský spisovatel, literární historik a překladatel
- Max Frisch (1911–1991), švýcarský prozaik a dramatik
- Robert Frost (1874–1963), americký básník, dramatik a spisovatel
- Robert Fulghum (* 1937), americký spisovatel, unitářský pastor, filosof, učitel, zpěvák, malíř

## G
- Jostein Gaarder (* 1955), norský spisovatel knih pro mládež
- Konstanty Ildefons Gałczyński (1905–1953), polský básník a satirik

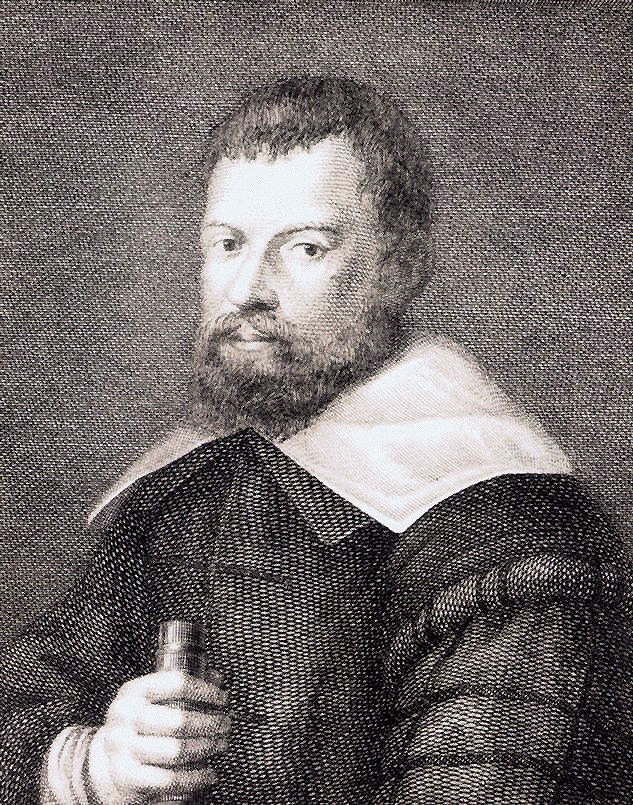
Galileo Galilei

- Galileo Galilei (1564–1642), italský spisovatel, fyzik a astronom
- Max Gallo (* 1932), francouzský romanopisec, historik a politik
- John Galsworthy (1867–1933), anglický prozaik a dramatik
- Xingjian Gao (* 1940), čínský spisovatel
- Federico García Lorca (1898–1936), španělský spisovatel a básník
- Gabriel García Márquez (* 1928), kolumbijský spisovatel
- Erle Stanley Gardner (1889–1970), americký spisovatel detektivek
- Théophile Gautier (1811–1872), francouzský básník, prozaik a esejista
- David Gemmell (1948–2006), anglický autor fantasy literatury
- Geoffrey z Monmouthu (okolo 1100 – asi 1155), anglický kněz a spisovatel
- Hugo Gernsback (1884–1967), americký spisovatel
- William Gibson (* 1948), americký spisovatel
- André Gide (1869–1951), francouzský prozaik, dramatik a publicista
- Allen Ginsberg (1926–1997), americký básník
- Karl Adolph Gjellerup (1857–1919), dánský spisovatel
- Johann Wolfgang von Goethe (1749–1832), německý básník
- Nikolaj Vasiljevič Gogol (1809–1852),  ruský prozaik a dramatik ukrajinského původu
- Michael Gold (1884–1967), americký spisovatel, novinář a literární kritik
- William Golding (1911–1993), anglický prozaik
- Carlo Goldoni (1707–1793), italský dramatik
- Ivan Alexandrovič Gončarov (1812–1891), ruský spisovatel
- Nadine Gordimerová (* 1923), jihoafrická spisovatelka

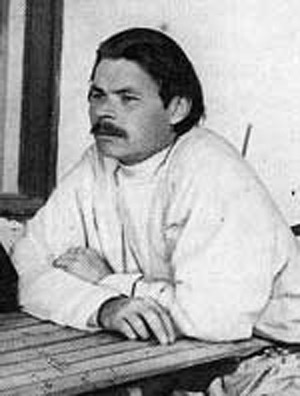
Maxim Gorkij

- Maxim GorkijMaxim Gorkij (1868–1936),  ruský spisovatel, dramatik, básník a revolucionář
- René Goscinny (1926–1977), francouzský spisovatel a scenárista
- Günter Grass (1927–2015), německý spisovatel
- Robert Graves (1895–1985), anglický spisovatel, básník a prozaik
- Simon Richard Green (* 1955), britský autor sci-fi literatury
- Graham Greene (1904–1991), britský romanopisec
- Robert Greene (asi 1558–1592), alžbětinský dramatik
- Zane Grey (1872–1939), americký spisovatel
- Alexandr Sergejevič Gribojedov (1795–1829), ruský dramatik
- Franz Grillparzer (1791–1872), rakouský dramatik
- Jacob Grimm (1785–1863), německý jazykovědec a pohádkář
- Wilhelm Grimm (1786–1859), německý jazykovědec a pohádkář
- John Grisham (* 1955), americký spisovatel
- Aleksandrs Grīns (1895–1941), lotyšský spisovatel a překladatel
- Andreas Gryphius (1616–1664), německý básník a dramatik
- Nicolás Guillén (1902–1989), kubánský básník
- Ricardo Güiraldes (1886–1927), argentinský spisovatel
- Trygve Gulbranssen (1894–1962), norský spisovatel
- Robert Hans van Gulik (1910–1967), nizozemský spisovatel
- Nikolaj Stěpanovič Gumiljov (1886–1921), ruský básník
- Ivan Gundulić (1589–1638), chorvatský básník a dramatik

## H
- Mark Haddon (* 1962), britský spisovatel

- Arthur Hailey (1920–2004), britsko-kanadsko-americko-bahamský spisovatel
- Knut Hamsun (1859–1952), norský spisovatel
- Thomas Hardy (1840–1928), anglický spisovatel, prozaik a básník
- Thomas Harris (* 1940), americký spisovatel
- Francis Bret Harte (1836–1902), americký prozaik, básník, dramatik a žurnalista
- Gerhart Hauptmann (1862–1946), německý dramatik a prozaik
- Nathaniel Hawthorne (1804–1864), americký spisovatel
- Seamus Heaney (* 1939), irský básník
- Sádek Hedájat (1903–1951), perský prozaik a překladatel
- Verner von Heidenstam (1859–1940), švédský spisovatel
- Heinrich Heine (1797–1856), německý básník
- Joseph Heller (1924–1999), americký spisovatel
- Lillian Hellmanová (1905–1984), americká dramatička

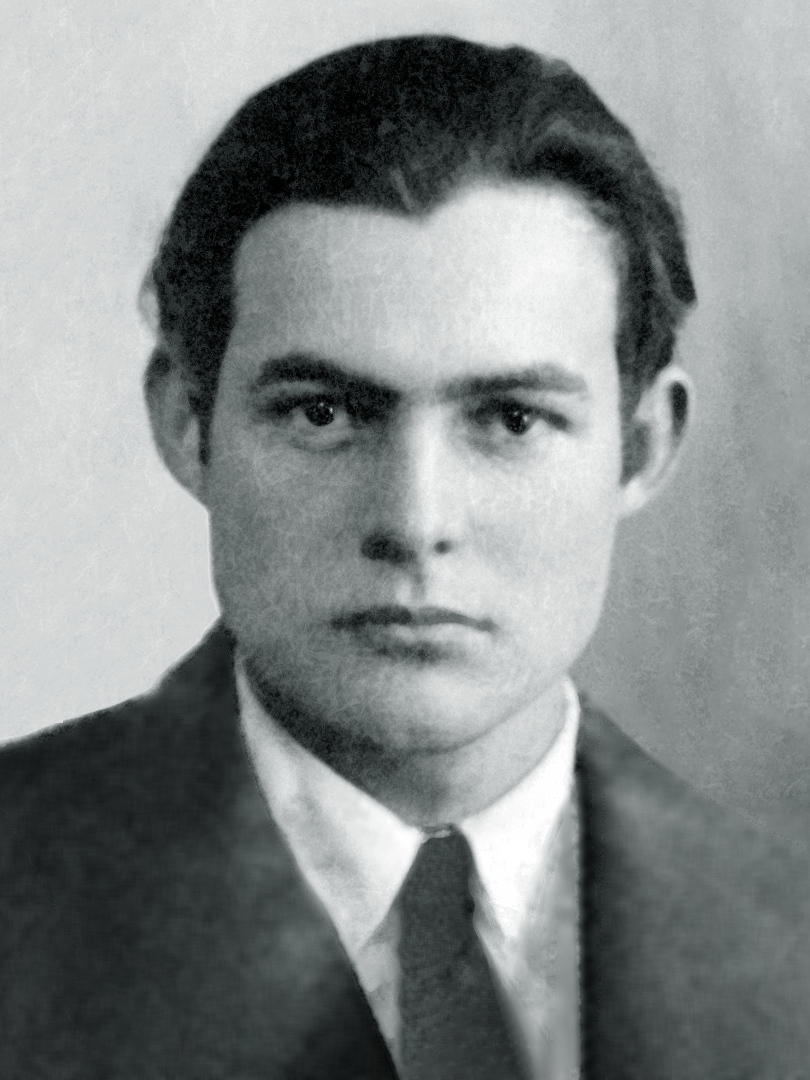
Ernest Hemingway

- Ernest HemingwayErnest Hemingway (1899–1961), americký spisovatel
- Herodotos (484–425 př. n. l.)
- Philippe Heriat (1898–1971), francouzský prozaik a dramatik
- James Herriot (1916–1995), britský prozaik a veterinář
- Hermann Hesse (1877–1962), německý prozaik, lyrik a esejista
- Paul Heyse (1830–1914), německý spisovatel
- Thomas Heywood (asi 1574–1641), alžbětinský dramatik
- Nâzım Hikmet (1902–1963), turecký básník a dramatik
- Ernst Theodor Amadeus Hoffmann (1776–1822), německý básník, prozaik a hudební skladatel
- Ludvig Holberg (1684–1754), dánský spisovatel
- Ján Hollý (1785–1849), slovenský básník a překladatel
- Homér (* 800 př. n. l.), řecký básník
- Quintus Horatius Flaccus (65–8 př. n. l.), římský básník
- Robert E. Howard (1906–1936), americký spisovatel žánru fantasy, historických dobrodružných příběhů, hororů a westernů
- Langston Hughes (1902–1967), americký spisovatel
- Victor Hugo (1802–1885), francouzský spisovatel
- Evan Hunter (1926-2005), americký spisovatel a scenárista
- Aldous Huxley (1894–1963), anglický romanopisec, esejista a kritik
- Pavol Országh Hviezdoslav (1849–1921), slovenský spisovatel

## Ch
- Samo Chalupka (1812–1883), slovenský básník

- Robert William Chambers (1865–1933), americký malíř a spisovatel
- Raymond Chandler (1888–1959), americký romanopisec, autor detektivek
- Daniil Charms (1905–1942),  ruský surrealistický spisovatel, básník a dramatik
- Francois René de Chateaubriand (1768–1848), francouzský prozaik, esejista a politik
- Geoffrey Chaucer (1340–1400), největší básník anglického středověku
- C. J. Cherryh (* 1942), americká spisovatelka
- Gilbert Keith Chesterton (1874–1936), anglický spisovatel
- Gabriel Chevallier (1895–1969), francouzský prozaik
- Velemir Chlebnikov (1885–1922), ruský básník
- Agatha Christie (1890–1976), anglická spisovatelka detektivek
- Deepak Chopra (* 1946), indický spisovatel
- Kiril Christov (1875–1944), bulharský spisovatel

## I

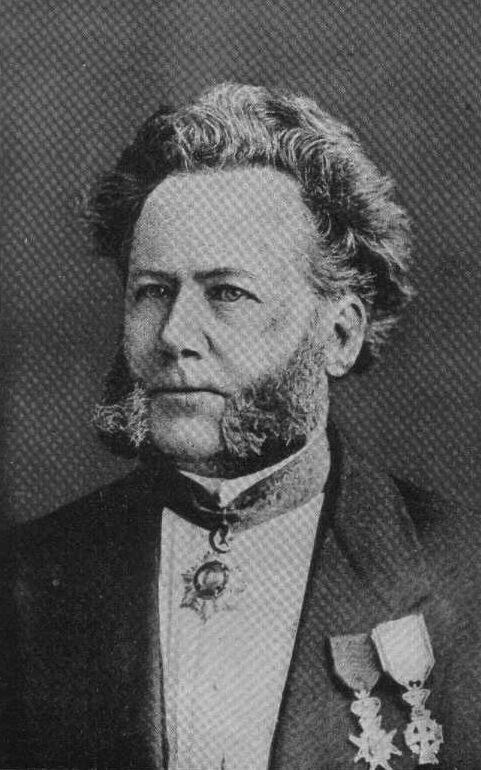
Henrik Ibsen

- Henrik IbsenHenrik Ibsen (1828–1906), norský dramatik a básník
- Eugene Ionesco (1912–1994), francouzský dramatik a básník
- John Irving (* 1942), americký spisovatel a scenárista
- Kazuo Ishiguro (* 1954), britský spisovatel japonského původu

## J
- Jens Peter Jacobsen (1847–1885), dánský spisovatel, básník a prozaik
- Henry James (1843–1916), romanopisec, kritik a povídkář
- Peter James (* 1948), anglický spisovatel
- P. D. Jamesová (* 1920), britská spisovatelka detektivních příběhů
- Tove Janssonová (1914-2001), finská spisovatelka
- Alfred Jarry (1873–1907), francouzský dramatik, prozaik a básník
- Pejo Javorov (1878–1914), bulharský spisovatel
- Robinson Jeffers (1887–1962), americký básník
- Elfriede Jelineková (* 1946), rakouská spisovatelka
- Johannes Vilhelm Jensen (1873–1950), dánský spisovatel
- Thit Jensenová (1876–1957), dánská spisovatelka
- Venědikt Vasiljevič Jerofejev (1938–1990), ruský spisovatel
- Sergej Alexandrovič Jesenin (1895–1925), ruský spisovatel
- Janko Jesenský (1874–1945), slovenský spisovatel
- Jevgenij Alexandrovič Jevtušenko (1933–2017), ruský básník a prozaik
- Peter Jilemnický (1901–1949), slovenský spisovatel
- Jonas Jonasson (* 1961), švédský spisovatel
- Ben Jonson (1572–1637), alžbětinský dramatik
- Juan Ramón Jiménez (1881–1958), španělský básník
- Eyvind Johnson (1900–1976), švédský spisovatel
- Mór Jókai (1825–1924), maďarský prozaik
- James Joyce (1882–1941), irský romanopisec a básník
- Josip Jurčič (1883–1924), německý spisovatel

## K
- Ján Kalinčiak (1822–1872), slovenský spisovatel
- Gudmundur Kamban (1888–1945), islandský spisovatel, prozaik a dramatik
- Jasunari Kawabata (1899-1972), japonský spisovatel

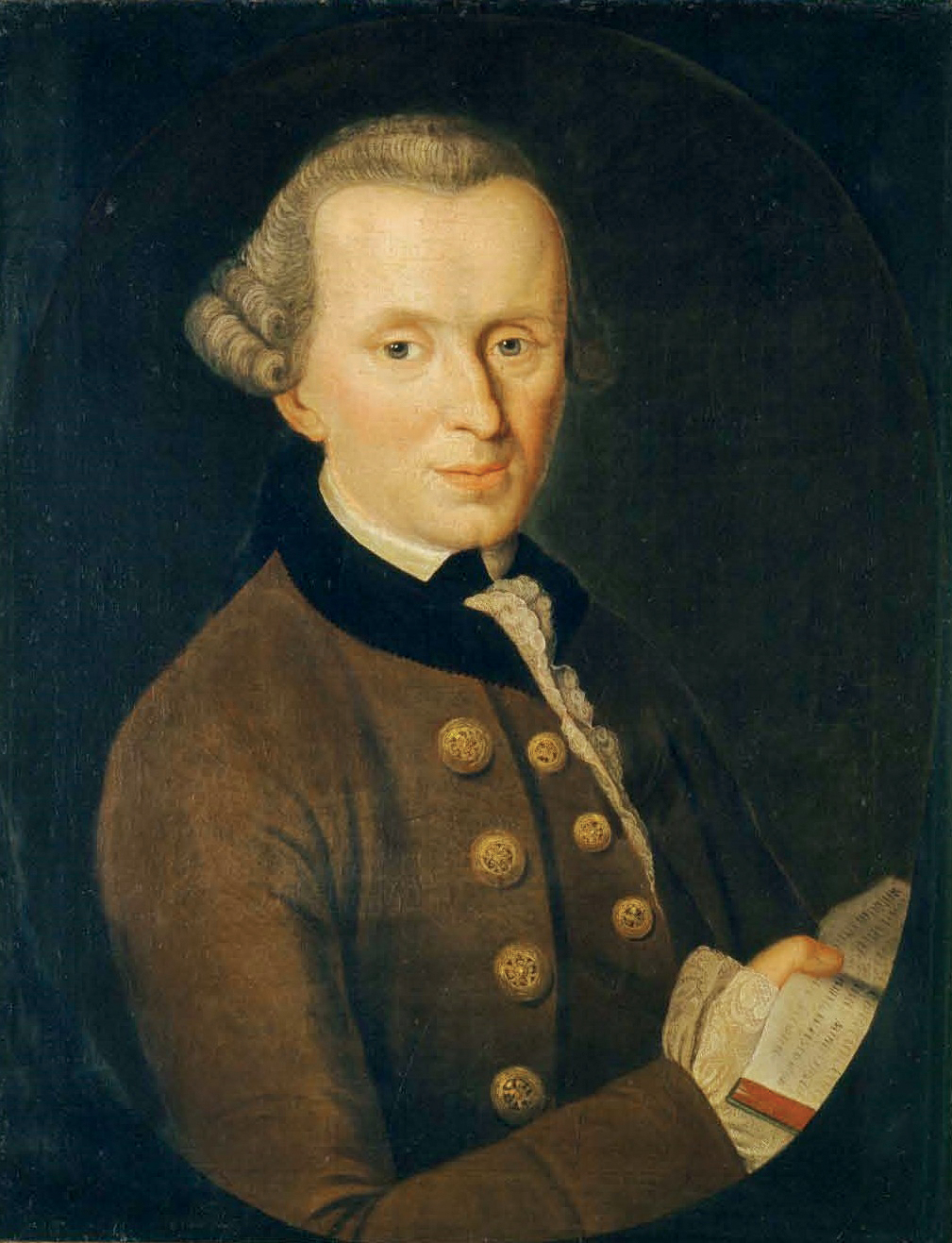
Immanuel Kant

- Immanuel KantImmanuel Kant (1724–1804), pruský spisovatel a filozof
- Vuk Stefanovič Karadžič (1787–1864), srbský jazykovědec
- Nikolaj Michajlovič Karamzin (1766–1826),  ruský preromantický spisovatel a historik
- Ljuben Karavelov (1834–1879), bulharský spisovatel a novinář
- Erik Axel Karlfeldt (1864–1931), švédský básník
- Peter Karvaš (1920–1999), slovenský spisovatel, prozaik a dramatik
- Erich Kästner (1899–1974), německý prozaik a básník
- Valentin Petrovič Katajev (1897–1986), ruský prozaik, dramatik a novinář
- Jasunari Kawabata (1899–1972), japonský prozaik
- Nikos Kazantzakis (1883–1957), řecký spisovatel
- John Keats (1795–1821), anglický básník
- Gottfried Keller (1819–1890), švýcarský spisovatel
- Jack Kerouac (1922–1969), americký spisovatel
- Imre Kertész (* 1929), maďarský spisovatel
- Ken Kesey (1935–2001), americký spisovatel
- Alexander Lange Kielland (1849–1906), norský spisovatel
- Søren Aabye Kierkegaard (1813–1855), dánský spisovatel, teolog a filozof
- Charles Kingsley (1819–1875), anglický prozaik
- Stephen King (* 1947), americký spisovatel, „král hororů“
- Robert Kiyosaki (* 1947), americký spisovatel

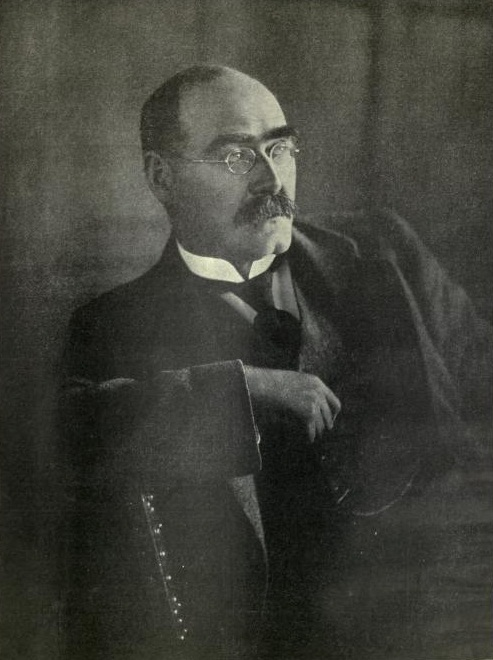
Rudyard Kipling
- Rudyard Kipling (1865–1936), anglický básník, prozaik a novinář
- Egon Ervín Kisch (1885–1948), německý spisovatel, žurnalista a reportér
- Jim Kjelgaard (1910–1959), americký spisovatel
- Heinrich von Kleist (1777–1811), německý prozaik a dramatik
- Friedrich Gottlieb Klopstock (1724–1803), německý básník
- Eric Knight (1897–1843), angloamerický spisovatel, novinář a filmový kritik
- Jan Kochanowski (1830–1584), polský básník
- Jerzy Kosinski (1933–1991), anglicky píšící autor polského původu
- Laza Kostić (1841–1910), srbský spisovatel
- Janko Kráľ (1822–1876), slovenský básník
- Ignacy Krasicki (1735–1801), polský spisovatel
- Zygmunt Krasiński (1812–1859), polský dramatik, básník a prozaik
- Ivan Krasko (1876–1958), slovenský spisovatel
- Józef Ignacy Kraszewski (1812–1887), polský spisovatel
- Karl Kraus (1874–1936), rakouský spisovatel, žurnalista a dramatik
- Miroslav Krleža (1893–1981), chorvatský spisovatel
- Leon Kruczkowski (1900–1962), polský dramatik, prozaik a publicista
- Ivan Andrejevič Krylov (1769–1844), ruský autor bajek
- Larry Kusche (* 1940), americký publicista a spisovatel
- Ivan Andrejevič Krylov (1769–1844), ruský bajkář, dramatik a novinář
- Martin Kukučín (1860–1928), slovenský prozaik

## L
- Jean de La Fontaine (1621–1695), francouzský básník a dramatik
- Pär Lagerkvist (1891–1974), švédský spisovatel
- Selma Lagerlöfová (1858–1940), švédská spisovatelka
- Alphonse de Lamartine (1790–1869), francouzský básník a prozaik, politik a historik
- Milan Lasica (* 1940), slovenský spisovatel, herec a režisér
- Lautréamont (1846–1870), francouzský básník
- David Herbert Lawrence (1885–1930), anglický spisovatel

- Caroline Lawrencová (* 1954), americká spisovatelka
- Henry Lawson (1867–1922), australský prozaik a básník
- Halldór Laxness (1902–1998), islandský spisovatel
- Harper Lee (* 1926), americká spisovatelka, redaktorka a úřednice
- Stanislaw Lem (1921–2006), polský spisovatel sci-fi
- Siegfried Lenz (* 1926), německý spisovatel a prozaik

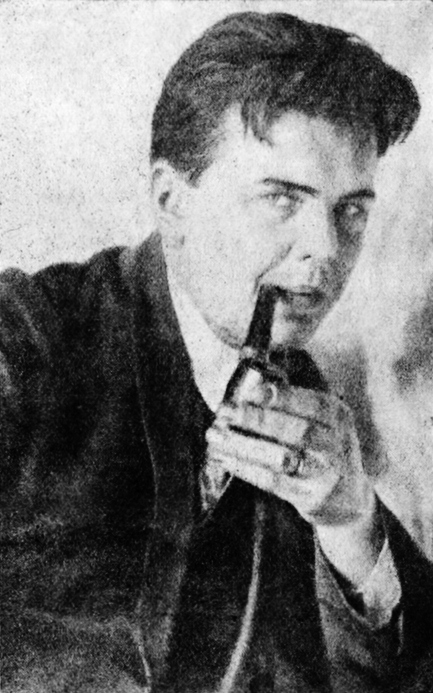
Leonid Maximovič Leonov

- Leonid Maximovič LeonovLeonid Maximovič Leonov (1899–1994), ruský spisovatel, básník, prozaik a dramatik
- Giacomo Leopardi (1798–1837), italský básník a prozaik
- Michail Jurjevič Lermontov (1814–1841), ruský spisovatel, básník a prozaik
- Nikolaj Leskov (1831–1895), ruský prozaik
- Gotthold Ephraim Lessing (1729–1781), německý spisovatel
- Carlo Levi (1902–1975), italský spisovatel
- Ira Levin (1929–2007), americký spisovatel, autor divadelních her a písní
- C.S. Lewis (1898–1963), irský spisovatel sci-fi
- Sinclair Lewis (1885–1951),  americký prozaik
- Li Po (701–762), čínský básník
- Jonas Lie (1833–1908), norský spisovatel
- Detlev von Liliencron (1844–1909), německý spisovatel
- Georges Limbour (1900–1970), francouzský spisovatel
- Torgny Lindgren (1938–2017), švédský spisovatel
- Astrid Lindgrenová (1907–2002), švédská spisovatelka
- Kelly Linková (* 1969), americká spisovatelka
- Jack London (1876–1916), americký spisovatel
- Henry Wadsworth Longfellow (1807–1882), americký básník
- Elias Lönnrot (1802–1884), finský jazykovědec
- Hendrik Willem van Loon (1882–1944),  americký autor a žurnalista
- Robert Lowell (1917–1977), americký spisovatel
- Robert Ludlum (1927–2001), americký spisovatel
- Lu Sün (1881–1936), čínský prozaik, esejista a překladatel
- Martin Luther (1483–1546), německý teolog a spisovatel

## M
- Maurice Maeterlinck (1862–1949), belgický dramatik, básník a esejista
- Nagíb Mahfúz (1911–2006), egyptský spisovatel

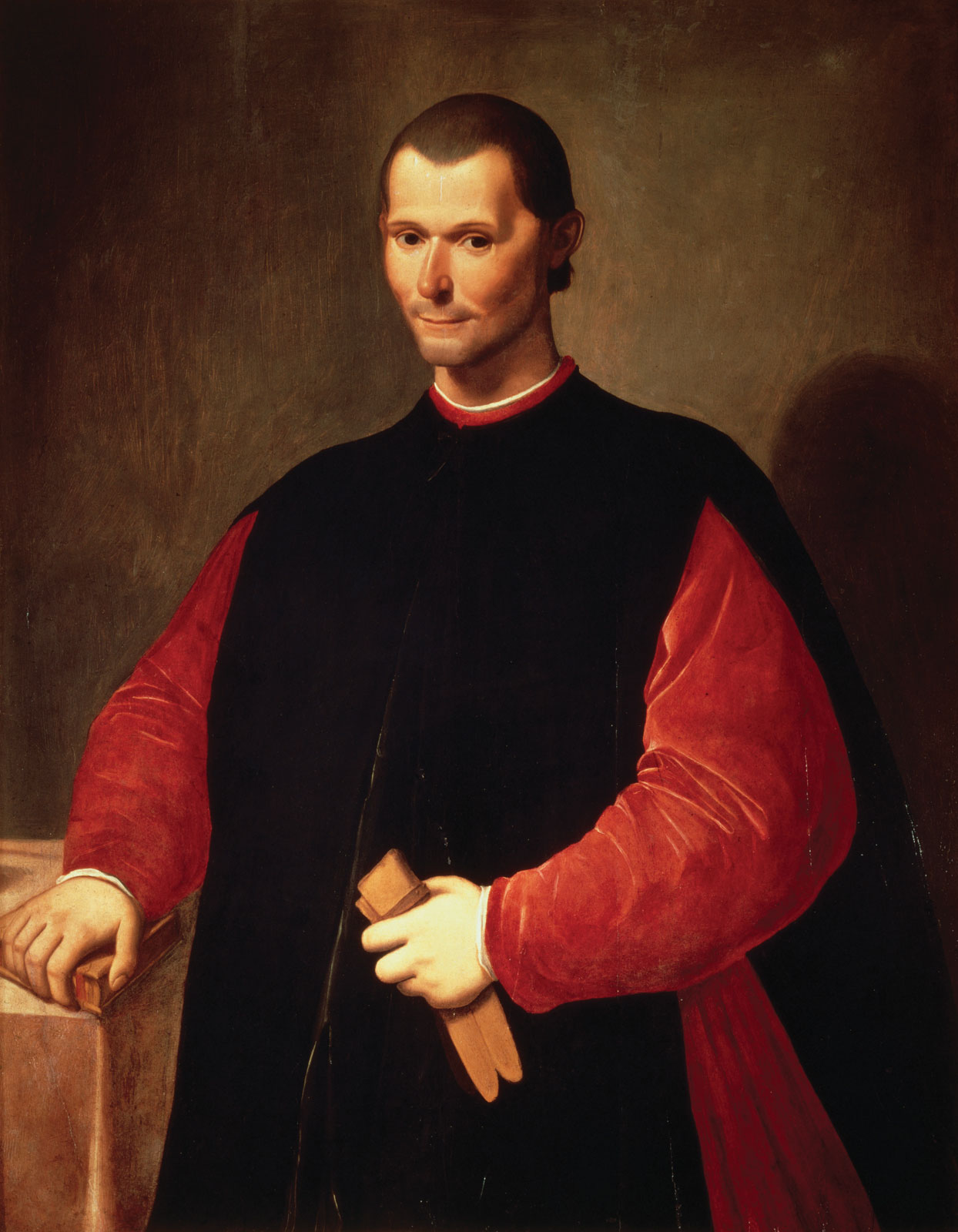
Niccoló Machiavelli

- Niccoló MachiavelliNiccoló Machiavelli (1469–1527), italský básník, dramatik a politik
- Andreas Maier (* 1967), německý romanopisec a sloupkař
- Norman Mailer (1923–2007), americký spisovatel, novinář a scenárista
- Vladimír Majakovskij (1893–1930), ruský básník, dramatik a esejista
- Bernard Malamud (1914–1986), americký spisovatel židovského původu
- Stéphane Mallarmé (1842–1898), francouzský básník
- André Malraux (1901–1976), francouzský romanopisec a esejista
- Osip Mandelštam (1891–1938), ruský spisovatel a překladatel
- Klaus Mann (1906–1949), německý romanopisec
- Thomas Mann (1875–1955), německý spisovatel a esejista
- Alessandro Manzoni (1785–1873), italský spisovatel
- Filippo Tommaso Marinetti (1876–1944), italský básník, prozaik a dramatik
- Ranko Marinkovič (1913–2001), chorvatský spisovatel
- Gabriel García Márquez (1928–2014), kolumbijský spisovatel a novinář
- Christopher Marlowe (1564–1593), alžbětinský dramatik
- Publius Vergilius Maro, římský básník
- Alan Marshall (1902–1984), australský prozaik
- John Marston (1576–1634), ažbětinský dramatik
- Philip Massinger (1583–1640), alžbětinský dramatik
- Yann Martel (* 1963), kanadský spisovatel
- Marcus Valerius Martialis (40–104), římský epigramatik
- George R. R. Martin (* 1948), americký spisovatel science fiction
- Roger Martin du Gard (1881–1958), francouzský prozaik
- Harry Martinson (1904–1978), švédský spisovatel
- Takashi Matsuoka (* 1947), americký spisovatel japonského původu

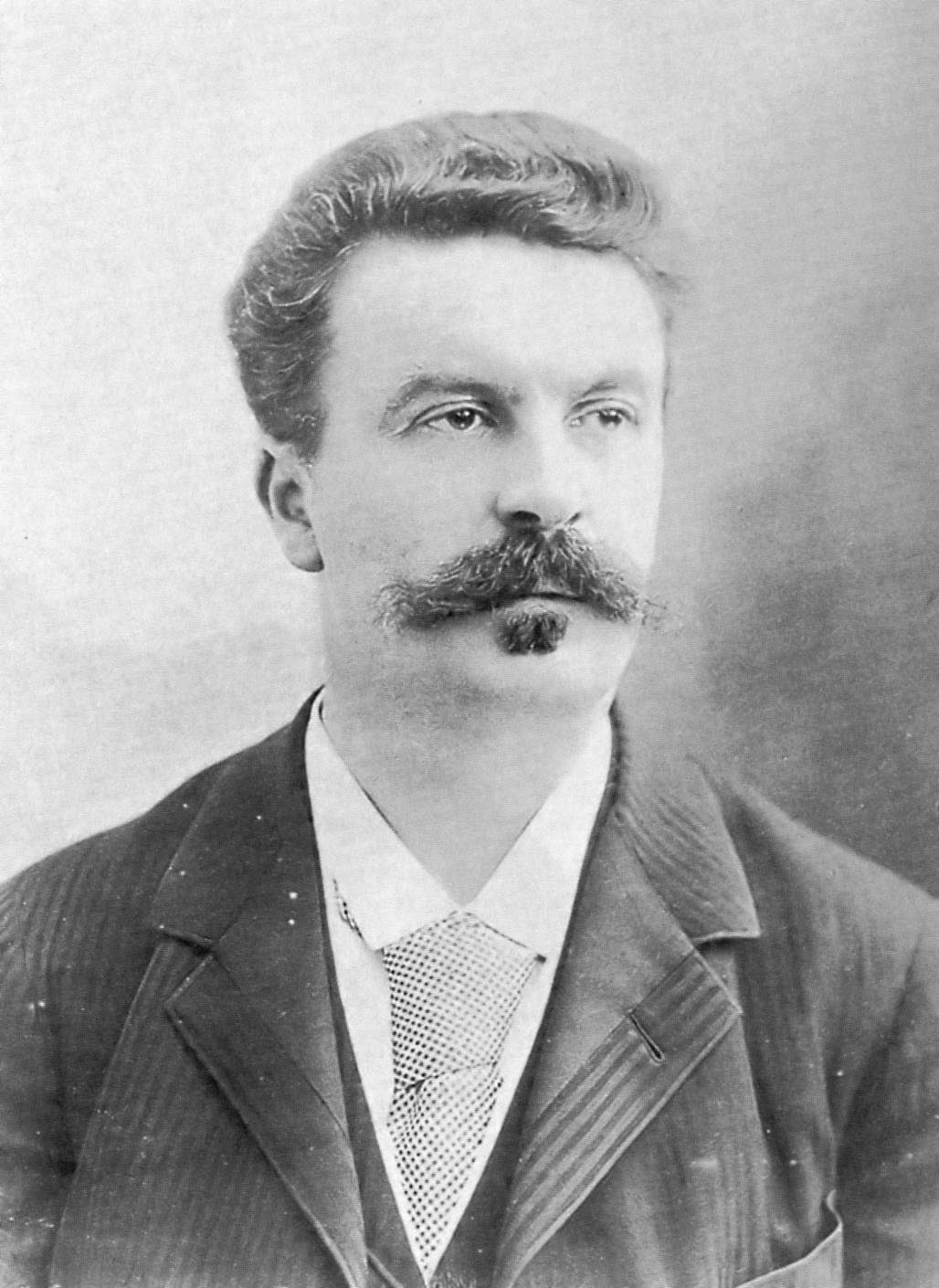
Guy de Maupassant

- Guy de MaupassantGuy de Maupassant (1850–1893), francouzský povídkář, romanopisec a dramatik
- Francois Mauriac (1885–1970), francouzský prozaik a novinář
- Daphne du Maurier (1907–1989), britská prozaička a dramatička
- André Maurois (1885–1967), francouzský prozaik, esejista a historik
- Karel May (1842–1912), německý romanopisec
- Ed McBain (1926–2005), americký spisovatel a scenárista
- Ian McEwan (* 1948), britský spisovatel
- Teresa Medeiros (* 1962), americká autorka historických milostných románů
- Herman Melville (1819–1891), americký spisovatel a básník
- Dmitrij Sergejevič Merežkovskij (1866–1941), ruský spisovatel a filozof
- Prosper Mérimée (1803–1870), francouzský prozaik a dramatik
- Robert Merle (1908–2004), francouzský spisovatel
- Reinhold Messner (* 1944), italský spisovatel a horolezec
- Gustav Meyrink (1868–1932), německý romanopisec
- Betty MacDonaldová (1908–1958), americká spisovatelka
- Lee McGiffinová (1908–1978), americká spisovatelka knih pro děti a mládež
- Adam Mickiewicz (1798–1855), polský spisovatel
- Geo Milev (1895–1925), bulharský básník
- Arthur Miller (1915–2005),  americký dramatik a esejista
- Henry Miller (1891–1980), americký spisovatel
- Warren Miller (1921–1966), americký prozaik
- John Milton (1608–1674), anglický básník
- Frédéric Mistral (1830–1914), provensálský básník
- Gabriela Mistralová (1889–1957), chilská básnířka
- Margaret Mitchellová (1900–1949), americká spisovatelka
- Ladislav Mňačko (1919–1994), slovenský spisovatel
- Ernst Modersohn (1870–1948), německý farář a spisovatel

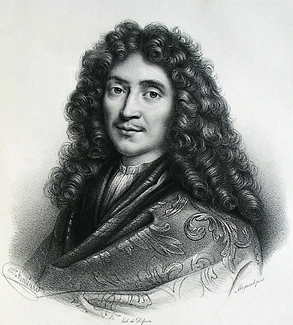
Moliére

- MoliéreMoliére (1622–1673), francouzský dramatik
- Eugenio Montale (1896–1981), italský básník, literární a hudební kritik
- Christopher Moore (* 1957),  americký spisovatel komické fantasy
- Alberto Moravia (1907–1990), italský prozaik a publicista
- Christian Morgenstern (1871–1914), německý básník a prozaik, předchůdce dadaismu
- Zsigmond Móricz (1879–1942), maďarský prozaik
- John Morressy (1930–2006), anglický autor fantasy literatury
- Walt Morey (1907–1992), americký spisovatel knih pro mládež
- Toni Morrisonová (* 1931), americká spisovatelka, redaktorka a profesorka
- Slawomir Mrožek (* 1930), polský dramatik, prozaik a grafik
- James Montgomery (1771–1854), skotský básník a žurnalista
- Axel Munthe (1857–1949), švédský spisovatel
- Haruki Murakami (* 1949), současný japonský spisovatel
- Iris Murdochová (1919–1999), britská filozofka a spisovatelka
- Robert Musil (1880–1942), rakouský spisovatel, romanopisec, esejista a dramatik
- Alfred de Musset (1810–1857), francouzský básník, prozaik a dramatik
- Anton Myrer (1922–1996), americký spisovatel

## N
- Vladimir Nabokov (1899–1977), rusko-americký prozaik
- Vidiadhar Suraiprasad Naipaul (* 1932), trinidadský prozaik
- Nathaniel Richard Nash (1913–2000), americký dramatik, spisovatel, televizní a rozhlasový scenárista
- Publius Ovidius Naso (43–18 př. n. l.), římský básník
- Vladimir Nazor (1876–1949), chorvatský spisovatel
- Barbara Neely (1941–2020), americká spisovatelka spisovatelka a aktivistka
- Andrej Sergejevič Někrasov (1907–1987), ruský sovětský spisovatel

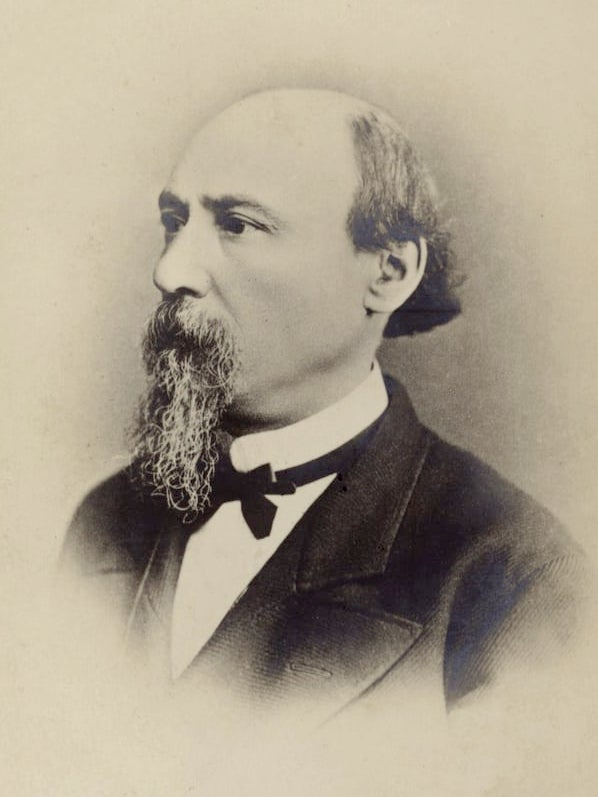
Nikolaj Alexejevič Někrasov

- Nikolaj Alexejevič NěkrasovNikolaj Alexejevič Někrasov (1821–1878), ruský básník, spisovatel a kritik
- Vasilij Ivanovič Němirovič-Dančenko (1845–1936), ruský spisovatel a žurnalista
- Vladimir Ivanovič Němirovič-Dančenko (1858–1943), ruský a sovětský režisér, divadelní ředitel, dramatik a spisovatel.
- Pablo Neruda (1904–1973), chilský básník
- Jo Nesbo (* 1960), norský spisovatel
- Patrick Ness (* 1971),  americký spisovatel, novinář a lektor
- Nestor (1056–1113), staroruský spisovatel a kronikář
- Johann Nepomuk Nestroy (1801–1862), rakouský dramatik
- Friedrich Nietzsche (1844–1900), německý spisovatel
- Larry Niven (* 1938), americká spisovatelka science fiction
- Iljás ben Júsuf Nizámí (1141–1209), perský básník
- Nikolaj Nosov (1908–1976), ruský autor dětských knih
- Novalis (1772–1801), německý básník a prozaik
- Ladislav Novomeský (1904–1976), slovenský básník
- Branislav Nušič (1864–1938), srbrský spisovatel

## O
- Joyce Carol Oatesová (* 1938), americká spisovatelka, básnířka a dramatička
- Scott O'Dell (1898–1989), americký spisovatel
- Óe Kenzaburo (* 1935), japonský prozaik
- Adam Oehlenschläger (1779–1850), dánský básník
- Bulat Okudžava (1924–1997), ruský básník, prozaik a šansoniér
- Theodore Victor Olsen (1932–1993), americký spisovatel westernů
- Eugene O'Neill (1888–1953), americký dramatik
- Juan Carlos Onetti (1909–1994), uruguayský prozaik
- Óoka Šóhei (1909–1988), japonský prozaikGeorge Orwell

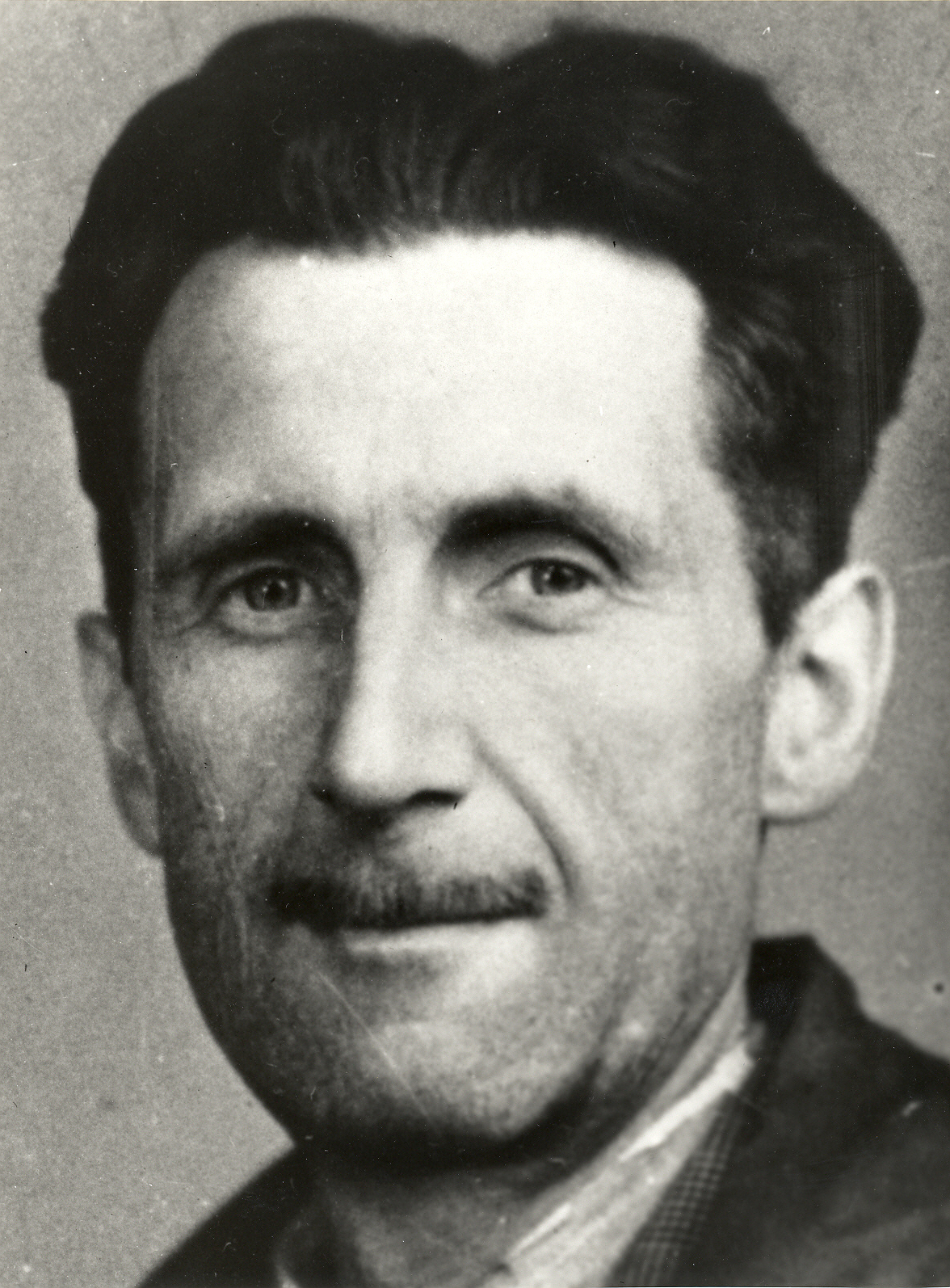
George Orwell

- George Orwell (1903–1950), anglický prozaik a esejista
- John James Osborne (1929–1994), anglický dramatik
- Osho (1931–1990), duchovní učitel, mistr, guru, filosof a spisovatel
- Paul van Ostaijen (1896–1928), vlámský básník a prozaik
- Alexandr Nikolajevič Ostrovskij (1823–1886), ruský dramatik
- Publius Ovidius Naso (43 př. n. l. – 18), římský básník
- Ferdinand Oyno (* 1929), kamerunský prozaik

## P
- Marcel Pagnol (1895–1974), francouzský dramatik, prozaik a scenárista
- Thomas Paine (1737–1809), americký spisovatel
- Orhan Pamuk (* 1952), turecký spisovatel
- Giovanni Pascoli (1855–1912), italský básník a literární kritik
- Pier Paolo Pasolini (1922–1975), italský básník, prozaik a scenárista
- Boris Leonidovič Pasternak (1890–1960), ruský básník a prozaik
- Octavio Paz (1914–1998), mexický básník a esejista
- Benito Pérez Galdós (1843–1920), španělský spisovatel, prozaik a dramatik
- Francesco Petrarca (1304–1374), italský básník a prozaik
- Rosamunde Pilcher (* 1924), anglická spisovatelka
- Harold Pinter (* 1930), anglický dramatik
- Luigi Pirandello (1867–1936), italský básník, prozaik a dramatik
- Sylvia Plath (1932–1963), americká spisovatelka, autorka románů a krátkých povídek, básnířka a esejistka
- Belva Plain (1915–2010), americká spisovatelka
- Titus Maccius Plautus (251–184 př. n. l.), římský dramatik, autor komedií

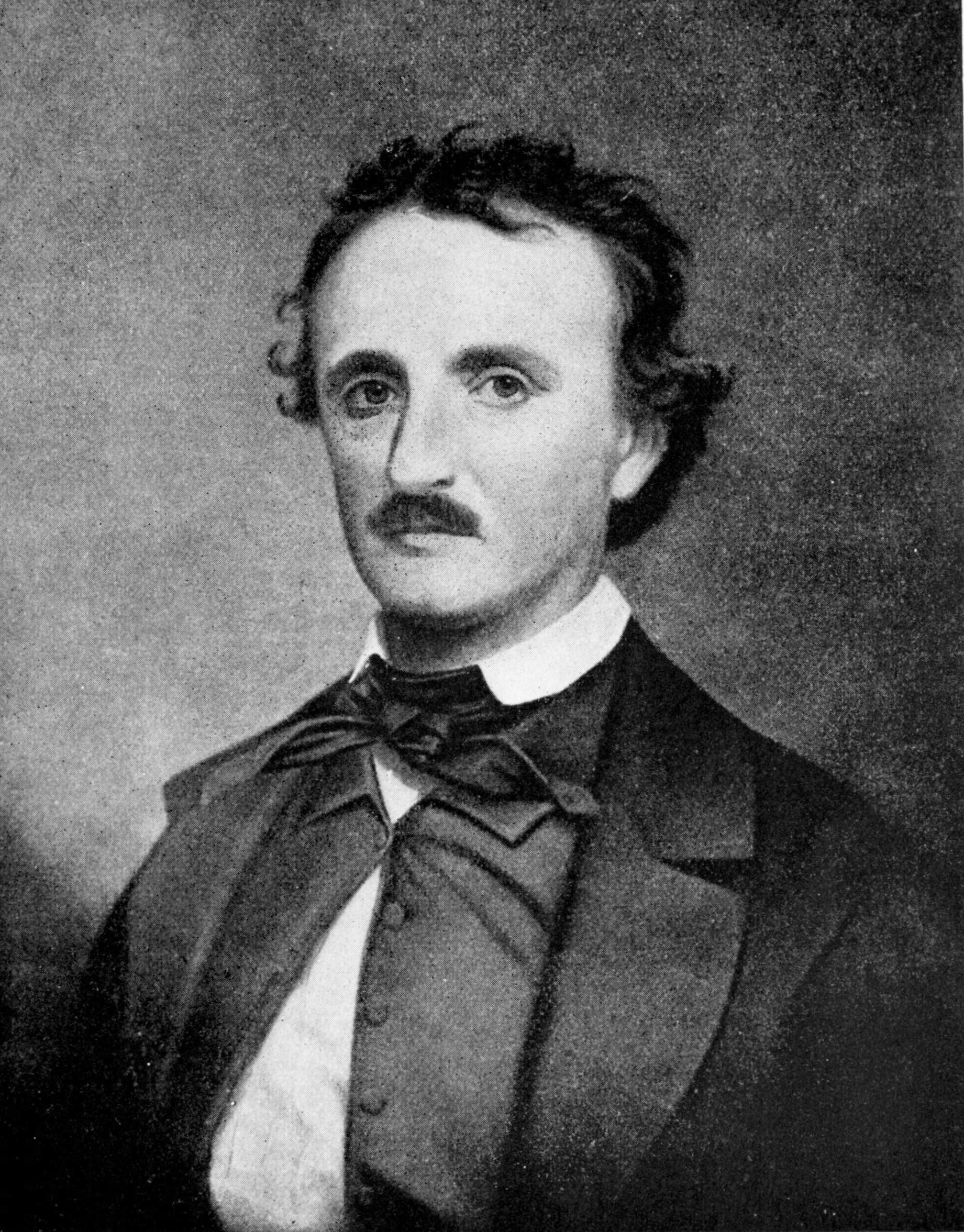
Edgar Allan Poe

- Edgar Allan PoeEdgar Allan Poe (1809–1849), americký romantický básník, prozaik, literární teoretik a esejista
- Po Li (701–762), čínský básník
- Henrik Pontoppidan (1857–1943), dánský prozaik
- Alek Popov (1966–2024), bulharský spisovatel a publicista
- Ezra Pound (1885–1972), americký básník, esejista, překladatel a literární teoretik
- Jerry Pournelle (* 1933), americký novinář a spisovatel science fiction
- Terry Pratchet (1948–2015), anglický spisovatel
- France Prešeren (1800–1849), slovinský básník
- Jacques Prévert (1900–1977), francouzský básník, textař, dramatik a scenárista
- Marcel Proust (1871–1922), francouzský prozaik
- Boleslaw Prus (1847–1912), polský prozaik a publicista
- Alexandr Sergejevič Puškin (1799–1837), ruský básník, prozaik, dramatik a publicista
- Mario Puzo (1920–1999), americký diplomat a romanopisec
- Thomas Ruggles Pynchon (* 1937), americký spisovatel

## Q
- Salvatore Quasimodo (1901–1968), italský básník
- Raymond Queneau (1903–1976), francouzský básník, prozaik a esejista

## R
- Francois Rabelais (1494–1553), francouzský spisovatel
- Jean Racine (1639–1699), francouzský dramatik
- Jordan Radiškov (1929–2004), bulharský spisovatel, prozaik a dramatik
- Rainis (1865–1929), lotyšský spisovatel

- Valentin Rasputin (1937–2015), ruský spisovatel a politik

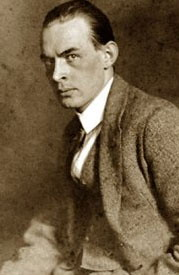
Erich Maria Remarque
- Erich Maria Remarque (1898–1970), německý spisovatel
- Kenneth Rexroth (1905–1982), americký básník, překladatel a kritik
- Wladyslaw Reymont (1867–1925), polský spisovatel
- Alastair Reynolds (* 1966), britský spisovatel
- Anne Rice (* 1941), americká autorka hororů a fantasy literatury
- Götz Rudolf Richter (* 1923), německý spisovatel knih pro mládež
- Rainer Maria Rilke (1875–1926), německý spisovatel, dramatik a básník
- Jean Arthur Rimbaud (1854–1891), francouzský básník
- José Eustasio Rivera (1888–1928), kolumbijský spisovatel
- Alain Robbe-Grillet (* 1922), francouzský prozaik a scenárista
- Romain Rolland (1866–1944), francouzský dramatik a prozaik
- Pierre de Ronsard (1524–1585), francouzský básník
- Edmond Rostand (1868–1918), francouzský dramatik a básník
- Joseph Roth (1894–1939), rakouský spisovatel
- Philip Roth (* 1933), americký prozaik
- Jean-Jacques Rousseau (1712–1778), francouzský spisovatel a filozof
- Joanne Rowlingová (* 1965), britská spisovatelka
- Johan Ludvig Runeberg (1804–1877), finskošvédský básník

## S

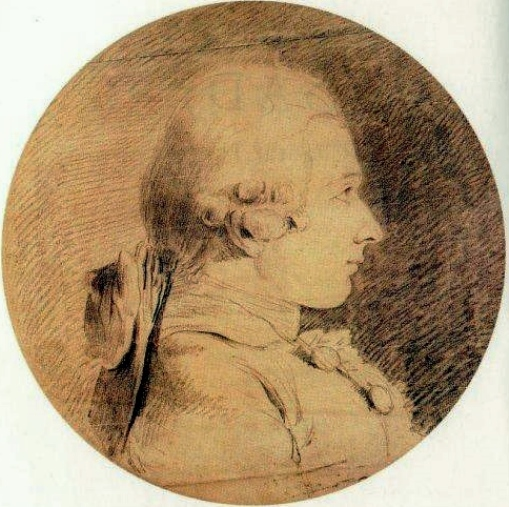
Markýz de Sade

- Markýz de SadeMarkýz de Sade (1740–1814), francouzský prozaik
- Mihail Sadoveanu (1880–1961), rumunský spisovatel, prozaik a publicista
- Hans Sachs (1494–1576), německý básník a dramatik
- Nelly Sachsová (1891–1970), německá spisovatelka
- Jerome David Salinger (1919–2010), americký povídkář a romanopisec
- Michail Jevgrafovič Saltykov-Ščedrin (1826–1889), ruský prozaik, dramatik a publicista
- Carl Sandburg (1878–1967), americký spisovatel, básník a prozaik
- George Sandová (1804–1876), francouzská prozaička a dramatička
- Sapfó, řecká básnířka
- José Saramago (* 1922), portugalský spisovatel
- William Saroyan (1908–1981), americký spisovatel, prozaik a dramatik
- Nathalie Sarrautová (1900–1999), francouzská prozaička a esejistka
- Jean Paul Sartre (1905–1980), francouzský romanopisec, dramatik a esejista
- Július Satinský (1941–2002), slovenský spisovatel a herec
- Walter Scott (1771–1832), skotský spisovatel, prozaik a básník
- Thomas N. Scortia (1926–1986), americký spisovatel
- Walter Scott (1771–1832), skotský romantický spisovatel, prozaik a básník
- Jorgos Seferis (1900–1971), řecký básník
- Anna Seghersová (1900–1983), německá spisovatelka
- Léopold Sédar Senghor (1906–2001), senegalský básník, esejista a politik

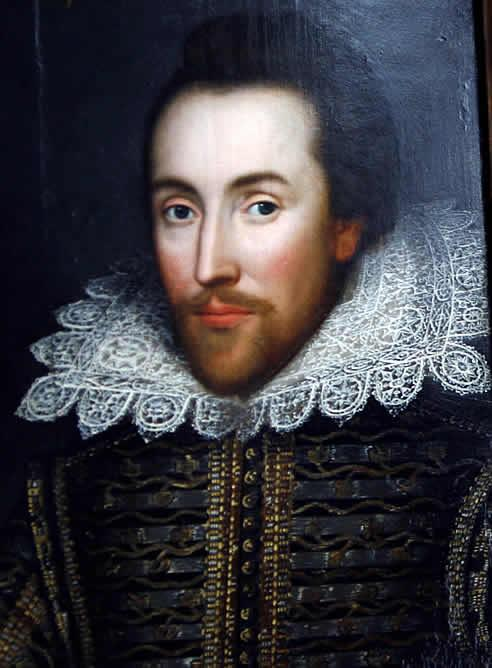
William Shakespeare

- William ShakespeareWilliam Shakespeare (1564–1616), anglický dramatik
- George Bernard Shaw (1856–1950), anglický dramatik irského původu
- Sidney Sheldon (1917–2007), americký spisovatel
- Percy Bysshe Shelley (1792–1822), anglický básník
- Sam Shepard (* 1943), americký spisovatel, dramatik, divadelní a filmový režisér a herec
- Friedrich Schiller (1759–1805), německý básník a dramatik
- Henryk Sienkiewicz (1846–1916), polský spisovatel, prozaik a publicista
- Alan Sillitoe (* 1928), anglický prozaik a básník
- Georges Simenon (1903–1989), belgický prozaik
- Johannes Mario Simmel (1924–2009), rakouský prozaik,dramatik a scenárista
- Claude Simon (1913–2005), francouzský prozaik
- Konstantin Michajlovič Simonov (1915–1979), sovětský spisovatel, básník, dramatik a překladatel
- Upton Sinclair (1878–1968), americký spisovatel
- Isaac Bashevis Singer (1904–1991), americký prozaik
- Andrej Sládkovič (1820–1872), slovenský básník
- Wilbur Addison Smith (1933–2021), britský spisovatel
- Ján Smrek (1898–1982), slovenský básník, překladatel a vydavatel
- Sofoklés, řecký dramatický básník
- Sókratés (470–400 př. n. l.), řecký filozof
- Vladimír Sergejevič Solovjov (1853–1900), ruský filosof, publicista a univerzitní učitel
- Alexandr Solženicyn (1918–2008), ruský spisovatel, disident, publicista a politický činitel
- Vladimir Sorokin (* 1955), současný ruský spisovatel
- Wole Soyinka (* 1934), nigerijský dramatik, básník a prozaik
- Carl Spitteler (1845–1924), švýcarský spisovatel
- Germaine de Staël (1766–1817), francouzsko-švýcarská spisovatelka
- Emilijan Stanev (1907–1979), bulharský prozaik
- Konstantin Michajlovič Staňukovič (1843–1903), ruský spisovatel
- Danielle Steel (* 1947), americká spisovatelka
- John Steinbeck (1902–1968), americký spisovatel
- Gertrude Steinová (1874–1946), americká spisovatelka a kritička
- Stendhal (1783–1842), francouzský romanopisec
- Robert Louis Stevenson (1850–1894), britský spisovatel
- Adalbert Stifter (1805–1868), rakouský prozaik
- Ivan Stodola (1888–1977), slovenský dramatik

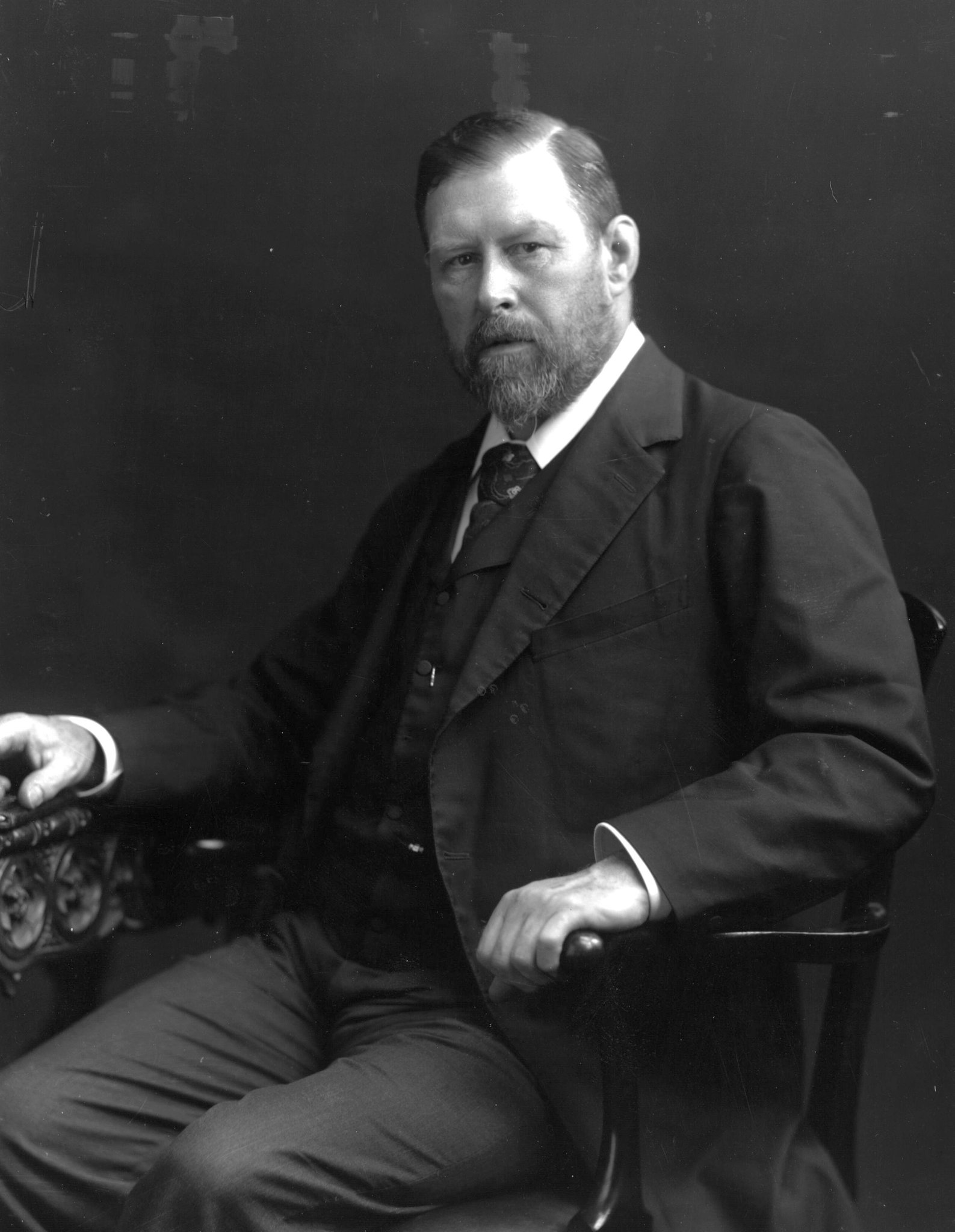
Bram Stoker

- Bram StokerBram Stoker (1847–1912), irský spisovatel
- Irving Stone (1903–1989), americký prozaik
- Tom Stoppard (* 1939), anglický dramatik
- Harriet Beecher Stoweová (1811–1896), americká prozaička
- August Strindberg (1849–1912), švédský dramatik, prozaik a básník
- Arkadij Strugackij (1925–1991), ruský spisovatel sci-fi
- Boris Strugackij (1933–2012), ruský spisovatel sci-fi
- William Styron (1925–2006), americký spisovatel
- Sully Prudhomme (1839–1907), francouzský básník
- Kodži Suzuki (* 1957), současný japonský spisovatel
- Jón Sveinsson (1857–1944), islandský spisovatel knih pro mládež
- Jonathan Swift (1667–1745), irský satirický prozaik a básník
- Taras Ševčenko (1814–1861), ukrajinský spisovatel
- Michail Alexandrovič Šolochov (1905–1984), ruský prozaik
- Ľudovít Štúr (1815–1856), slovenský spisovatel
- Vasilij Šukšin (1929–1974), ruský prozaik, filmový scenárista a herec

## T
- Torquato Tasso (1544–1595), italský básník
- Dominik Tatarka (1913–1989), slovenský spisovatel

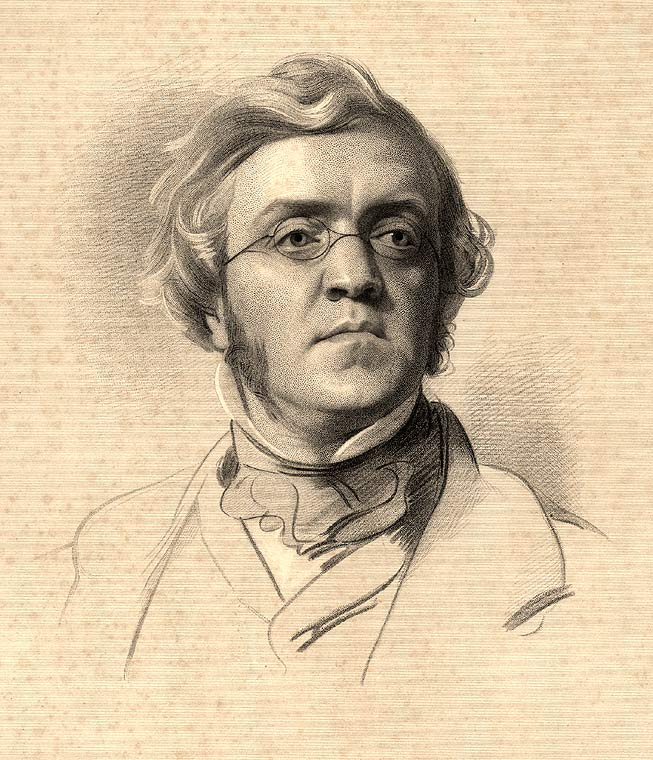
William Makepeace Thackeray

- William Makepeace ThackerayWilliam Makepeace Thackeray (1811–1863), anglický prozaik
- Rabíndranáth Thákur (1861–1941), indický spisovatel, malíř a filozof
- M. Z. Thomas (* 1915),  německý psychoterapeut a spisovatel
- Thórbergur Thórdarson (1889–1974), islandský spisovatel
- Harry Thürk (1927–2005), německý novinář a spisovatel
- Tchao Jüan-ming (365–427) jeden z největších čínských básníků
- Ludwig Tieck (1773–1853), německý romantický básník, prozaik a dramatik
- Aleksandar Tišma (1924–2003), srbský spisovatel

- J.R.R. Tolkien (1892–1973), anglický spisovatel, lingvista a literární historik
- Lev Nikolajevič Tolstoj (1828–1910), ruský spisovatel
- Georg Trakl (1887–1914), rakouský básník
- Bruno Traven (1882–1969), německý prozaik
- Fu Tu (712–770), čínský básník
- Ivan Sergejevič Turgeněv (1818–1883), ruský prozaik a dramatik
- Julian Tuwim (1894–1953), polský básník, satirik, dramatik a překladatel
- Mark Twain (1835–1910), americký povídkář a romanopisec
- Tristan Tzara (1896–1963), francouzský básník

## U
- Sigrid Undsetová (1882–1949), norská prozaička
- Giuseppe Ungaretti (1888–1970), italský básník
- John Updike (1932–2009), americký básník a prozaik

## V
- Svetozár Hurban-Vajanský (1847–1916), slovenský spisovatel, publicista a politik

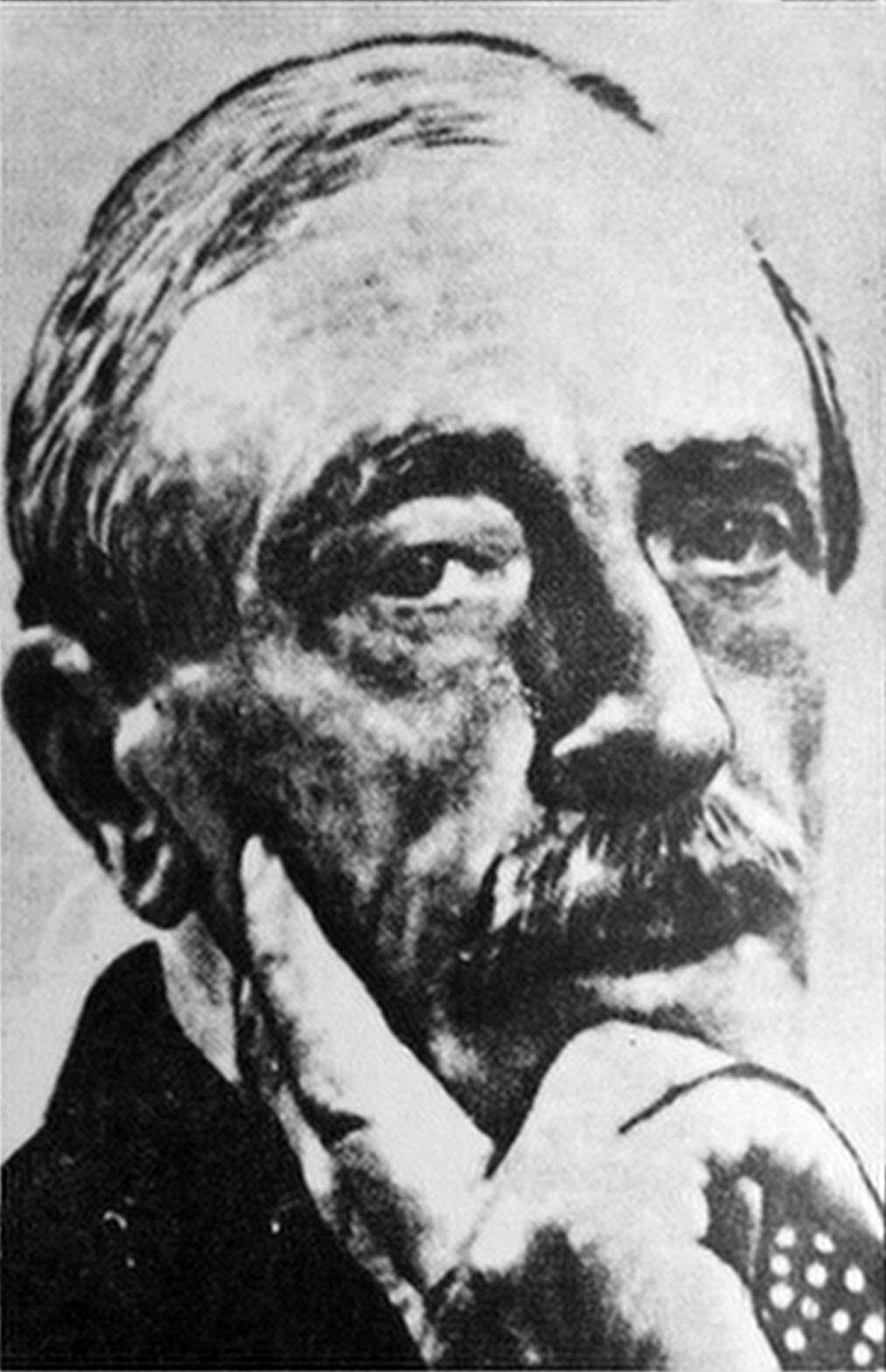
Paul Valéry

- Paul ValéryPaul Valéry (1871–1945), francouzský básník a esejista
- Mario Vargas Llosa (* 1936), peruánský spisovatel
- Ivan Vazov (1850–1921), bulharský spisovatel
- Lope Félix de Vega Carpio (1562–1635), španělský dramatik
- Vercors (1902–1991), francouzský prozaik a esejista
- Giovanni Verga (1840–1922), italský prozaik a dramatik
- Publius Vergilius Maro (70–19 př. n. l.), římský básník
- Émile Verhaeren (1855–1916), belgický básník, dramatik a esejista
- Paul Verlaine (1844–1896), francouzský básník
- Jules Verne (1828–1905), francouzský romanopisec a dramatik
- Boris Vian (1920–1959), francouzský spisovatel
- Alfred de Vigny (1797–1863), francouzský básník, prozaik a dramatik
- François Villon (* 1431), francouzský básník
- Ivo Vojnovič (1857–1929), chorvatský spisovatel
- Voltaire (1694–1778), francouzský spisovatel, dramatik a filozof
- Kurt Vonnegut (1922–2007), americký spisovatel
- Andrej Andrejevič Vozněsenskij (* 1933), ruský básník
- Vladimír Vysockij (1938–1980), ruský básník

## W
- Derek Walcott (* 1930), karibský básník a dramatik
- Lew Wallace (1905–1921), americký generál, diplomat a literární génius
- Neale Donald Walsch (* 1943), americký spisovatel

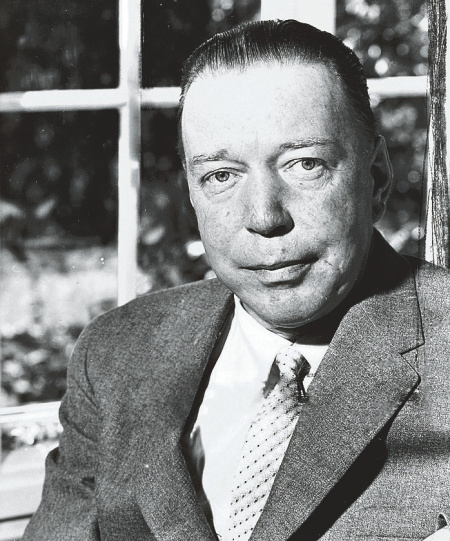
Mika Waltari

- Mika WaltariMika Waltari (1908–1979), finský spisovatel, dramatik a scenárista
- Robert Penn Warren (1905–1989), americký spisovatel, básník, prozaik a kritik
- Peter Weiss (1916–1982), německý prozaik, dramatik a malíř
- Herbert George Wells (1866–1946), anglický prozaik
- Franz Werfel (1890–1945), německý spisovatel
- Patrick White (1912–1990), australský prozaik a dramatik
- Walt Whitman (1819–1892), americký spisovatel, básník a novinář
- Oscar Wilde (1854–1900), anglický spisovatel a dramatik
- Thornton Wilder (1897–1975),  americký spisovatel a dramatik
- Tennessee Williams (1911–1983), americký dramatik a prozaik
- Walter Jon Williams (* 1953), americký spisovatel science fiction
- William Carlos Williams (1883–1963), americký spisovatel
- Jacqueline Wilsonová (* 1945), anglická spisovatelka
- Thomas Wolfe (1900–1938), americký prozaik
- Virginia Woolfová (1882–1941), anglická spisovatelka
- William Wordsworth (1770–1850), anglický romantický básník
- Stanislaw Wyspianski (1869–1907), polský básník a dramatik

## Y

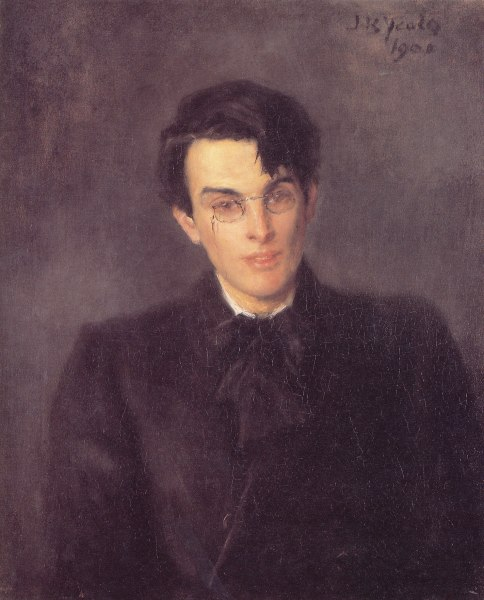
William Butler Yeats

- William Butler YeatsWilliam Butler Yeats (1865–1935), irský básník, dramatik a esejista

## Z
- Jevgenij Ivanovič Zamjatin (1884–1937), ruský spisovatel, prozaik, dramatik a publicista
- Émile Zola (1840–1902), francouzský prozaik
- Carl Zuckmayer (1896–1977), německý dramatik, prozaik a básník
- Arnold Zweig (1887–1968), německý prozaik a dramatik
- Stefan Zweig (1881–1942), rakouský prozaik a esejista